# Liste der Biografien/Goe
Liste der Biografien |
Portal Biografien |
Personensuche
# |
A |
B |
C |
D |
E |
F |
G |
H |
I |
J |
K |
L |
M |
N |
O |
P |
Q |
R |
S |
T |
U |
V |
W |
X |
Y |
Z |
?
 
Ga |
Gb |
Gc |
Gd |
Ge |
Gf |
Gh |
Gi |
Gj |
Gk |
Gl |
Gm |
Gn |
Go |
Gp |
Gq |
Gr |
Gs |
Gu |
Gv |
Gw |
Gy |
Gz
 
Goa |
Gob |
Goc |
God |
Goe |
Gof |
Gog |
Goh |
Goi |
Goj |
Gok |
Gol |
Gom |
Gon |
Goo |
Gop |
Gor |
Gos |
Got |
Gou |
Gov |
Gow |
Goy |
Goz
Die Liste der Biografien führt alle Personen auf, die in der deutschsprachigen Wikipedia einen Artikel haben. Dieses ist eine Teilliste mit 581 Einträgen von Personen, deren Namen mit den Buchstaben „Goe“ beginnt.

## Goe
- Goe, Gene, US-amerikanischer Jazzmusiker

### Goeb
- Goeb, Helmut, deutscher Übersetzer
- Goeb, Margarethe (1892–1962), deutsche Mathematikerin und Pädagogin
- Goebbels, Hans (1895–1947), deutscher Manager und SA-Oberführer
- Goebbels, Heiner (* 1952), deutscher Komponist, Regisseur und Hörspielmacher
- Goebbels, Joseph (1897–1945), deutscher Politiker (NSDAP), MdR, MdL, Reichsminister für Volksaufklärung und PropagandaJoseph Goebbels (1897–1945)

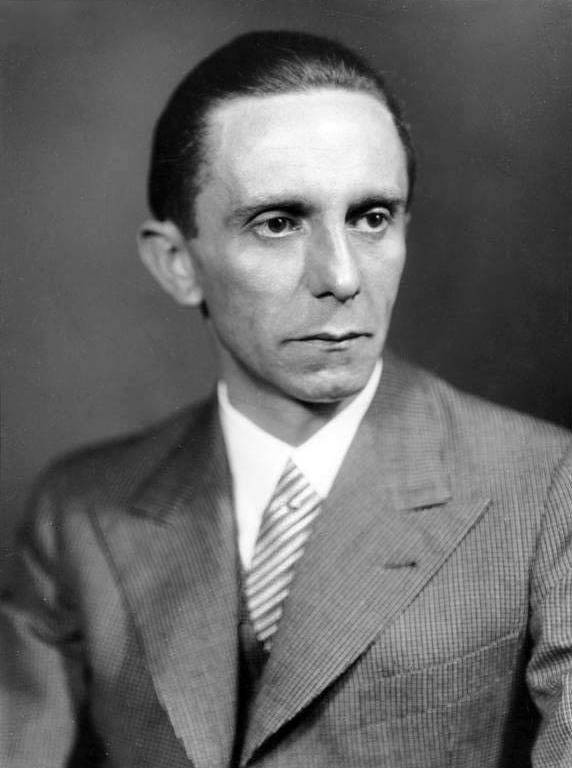
Joseph Goebbels (1897–1945)

- Goebbels, Konrad (1893–1949), deutscher Publizist
- Goebbels, Magda (1901–1945), deutsche Industriellengattin, spätere Ehefrau von Joseph Goebbels
- Goebbels, Matthias (1836–1911), katholischer Geistlicher und Kirchenmaler
- Goebbels, Robert (* 1944), luxemburgischer Politiker, MdEP
- Goebel, Alexander (* 1953), deutscher Schauspieler, Musicaldarsteller, Komiker, Theaterregisseur und Hörfunkmoderator
- Goebel, Amely (1903–1982), deutsche Politikerin (CDU), Wirtschaftswissenschaftlerin und Sozialarbeiterin
- Goebel, Anton (1824–1898), deutscher Klassischer Philologe und Gymnasialdirektor
- Goebel, Arthur (1853–1939), deutscher Sanitätsoffizier
- Goebel, Arthur C. (1895–1973), amerikanischer Luftfahrtpionier und Filmschauspieler
- Goebel, August (1839–1905), Gründer der Goebel Brewing Company
- Goebel, August Theodor (1829–1916), deutscher Drucker und Autor
- Goebel, August Wilhelm (1883–1971), deutscher Bildhauer
- Goebel, Benedikt (* 1968), deutscher Stadtforscher
- Goebel, Bernd (* 1967), deutscher Theologe, Historiker und Philosoph
- Goebel, Bert (* 1963), deutscher Schwimmer
- Goebel, Brigitte (* 1948), deutsche Schauspielerin, Hörspielsprecherin und Autorin
- Goebel, Bruno (1860–1944), deutscher Orgelbauer in Königsberg (Preußen)
- Goebel, Carl (1824–1899), österreichischer Maler
- Goebel, Carl (1866–1936), deutscher Genre- und Porträtmaler der Düsseldorfer Schule sowie Kunstlehrer in Ferch am Schwielowsee
- Goebel, Carl (1867–1946), deutscher Tropenchirurg und Hochschullehrer
- Goebel, Caspar, Unternehmer und Münzmeister in Danzig und Marienburg
- Goebel, Christian Maria (* 1959), deutscher Schauspieler
- Goebel, Eckart (* 1966), deutscher Literaturwissenschaftler
- Goebel, Eduard (1831–1904), deutscher Philologe, Gymnasialdirektor sowie Mitglied des preußischen Abgeordnetenhauses für die Zentrumspartei
- Goebel, Elisabeth (1920–2005), deutsche Schauspielerin
- Goebel, Florian (1972–2008), deutscher Astrophysiker
- Goebel, Frank Peter (1939–2016), deutscher Jurist mit Schwerpunkt Patentrecht
- Goebel, Franz (1881–1973), Kapuziner, Spiritual und Theologe
- Goebel, Franz Florian (1802–1873), österreichischer Unternehmer und Politiker
- Goebel, Fred (1891–1964), deutscher Schauspieler
- Goebel, Friedemann Adolph (1826–1895), deutscher Geologe
- Goebel, Friedrich Wilhelm (1812–1902), preußischer Gerichtssekretär und Heimatkundler
- Goebel, Fritz (1869–1927), deutscher Bibliothekar
- Goebel, Fritz (1888–1950), deutscher Kinderarzt
- Goebel, Georg (1909–1987), deutscher Chorleiter und Komponist
- Goebel, Gerd (* 1950), deutscher Journalist und Ortsbürgermeister
- Goebel, Gerhard (1839–1907), deutscher evangelisch-reformierter Theologe und Pfarrer
- Goebel, Gerhard (1932–2009), deutscher Romanist
- Goebel, Gerhard (1933–2006), katholischer Bischof in Norwegen
- Goebel, Günter (1917–1993), deutscher Offizier der Wehrmacht
- Goebel, Hans Hilmar (* 1937), deutscher Neuropathologe und Hochschullehrer
- Goebel, Helmut, österreichischer Tischtennis-Nationalspieler
- Goebel, Helmut (1925–2023), deutscher ehrenamtlicher Denkmalpfleger und Heimatvertriebener
- Goebel, Herman P. (1853–1930), US-amerikanischer Politiker (Republikanische Partei)
- Goebel, Hermann (1873–1927), deutscher Jurist und Politiker (Zentrum), MdL
- Goebel, Hermann (1885–1945), deutscher Maler
- Goebel, Jens (* 1952), deutscher Politiker (CDU), MdL
- Goebel, Joey (* 1980), US-amerikanischer Autor
- Goebel, Johannes (1891–1952), deutscher Chemiker
- Goebel, Joseph (1893–1969), deutscher Orgelbauer und Musikforscher in Danzig und Leichlingen
- Goebel, Julius (1863–1947), deutscher Fotograf
- Goebel, Julius (1890–1946), deutscher Unternehmer und Abgeordneter des Provinziallandtags der Provinz Hessen-Nassau
- Goebel, Karl von (1855–1932), deutscher Botaniker
- Goebel, Katharina Leonore (* 1989), deutsche SchauspielerinKatharina Leonore Goebel (* 1989)

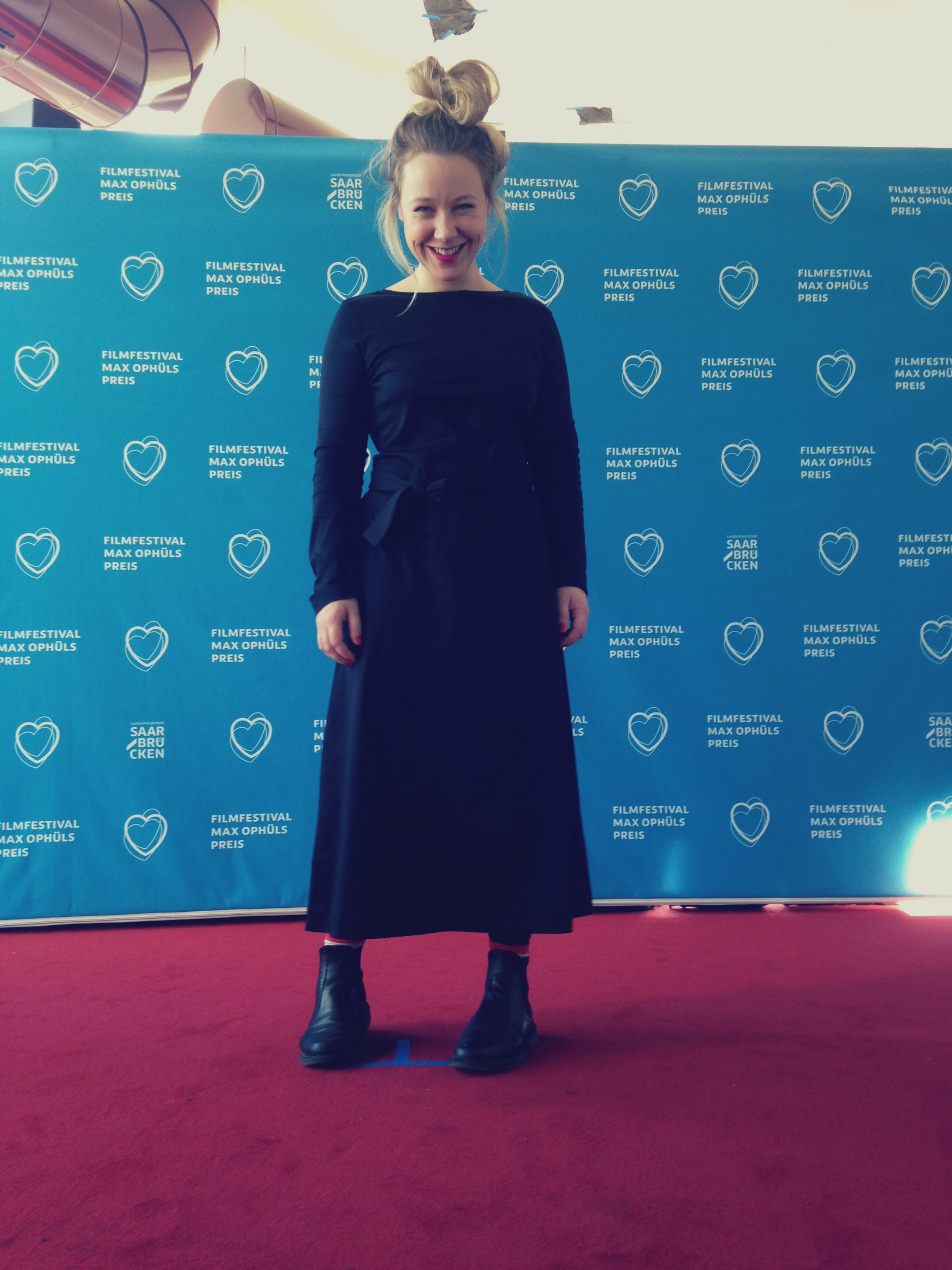
Katharina Leonore Goebel (* 1989)

- Goebel, Kazimierz (1940–2022), polnischer Mathematiker und Hochschullehrer
- Goebel, Klaus (* 1934), deutscher Historiker
- Goebel, Kurt (1892–1983), deutscher Jurist und Landrat in den Landkreisen Neuwied und Simmern
- Goebel, Lis (1884–1970), deutsche Malerin
- Goebel, Lorenz (1853–1936), deutscher Konditor und Fabrikant
- Goebel, Louis (1896–1981), US-amerikanischer Tiertrainer und Gründer von Goebel's Lion Farm
- Goebel, Lutz (* 1955), deutscher Unternehmer, Vorsitzender des Nationalen Normenkontrollrates (NKR)
- Goebel, Martin (* 1953), deutscher Fußballspieler
- Goebel, Matthias (* 1978), deutscher Jazzmusiker (Vibraphon, Schlagwerk, Komposition)
- Goebel, Max (1811–1857), deutscher reformierter Theologe und Geistlicher
- Goebel, Michael (* 1976), deutscher Historiker
- Goebel, Moritz (1900–1975), Landtagsabgeordneter (NSDAP)
- Goebel, Oskar (1858–1906), deutscher Landschaftsmaler und Restaurator
- Goebel, Otto (1872–1955), deutscher Volkswirt und Hochschullehrer
- Goebel, Parris (* 1991), neuseeländische Choreografin und TänzerinParris Goebel (* 1991)

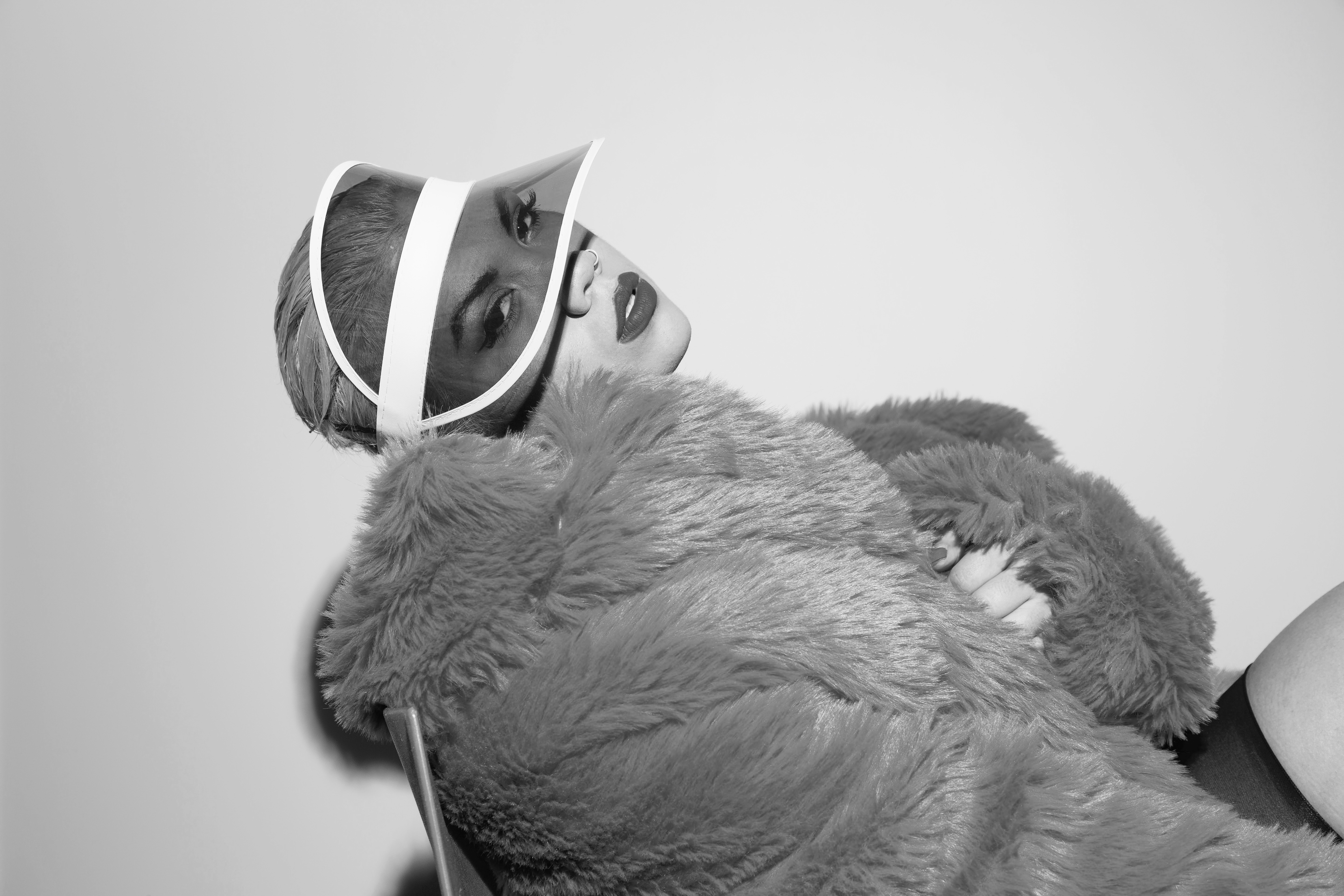
Parris Goebel (* 1991)

- Goebel, Peter (1948–2022), deutscher General
- Goebel, Rainer (* 1964), deutscher Hirnforscher
- Goebel, Reinhard (* 1952), deutscher Violinist und DirigentReinhard Goebel (* 1952)

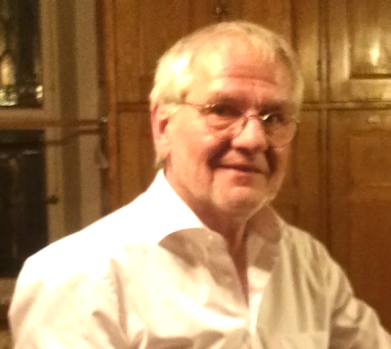
Reinhard Goebel (* 1952)

- Goebel, Rudolf (1872–1952), österreichischer Architekt
- Goebel, Sven (* 1988), deutscher Weltrekordhalter im Bierdeckelstapeln
- Goebel, Sylvia (* 1952), deutsche Malerin
- Goebel, Tim (* 1982), deutscher Leichtathlet
- Goebel, Timothy (* 1980), US-amerikanischer Eiskunstläufer
- Goebel, Tobias (* 1990), deutscher American-Football-Spieler
- Goebel, Walther F. (1899–1993), US-amerikanischer Immunologe
- Goebel, Werner (* 1939), deutscher Mikrobiologe
- Goebel, William (1856–1900), US-amerikanischer Politiker und Gouverneur des Bundesstaates Kentucky
- Goebeler, Annegret (* 1943), deutsche Künstlerin
- Goebeler, Elise (1847–1913), deutsche Porträt- und Genremalerin
- Goebell, Harald (1933–2017), deutscher Internist und Hochschullehrer
- Goebell, Kurt (* 1896), deutscher Korvettenkapitän der Kriegsmarine und Kriegsverbrecher
- Goebels, Franzpeter (1920–1988), deutscher Pianist, Cembalist und Hochschullehrer
- Goebels, Johannes Xaver (1896–1944), deutscher römisch-katholischer Ordensbruder, Maristen-Schulbruder und Märtyrer
- Goebels, Karl (1901–1991), deutscher evangelischer Theologe
- Goebels, Paul (1918–2000), deutscher Kommunalpolitiker
- Goeben, August Karl von (1816–1880), preußischer General der InfanterieAugust Karl von Goeben (1816–1880)

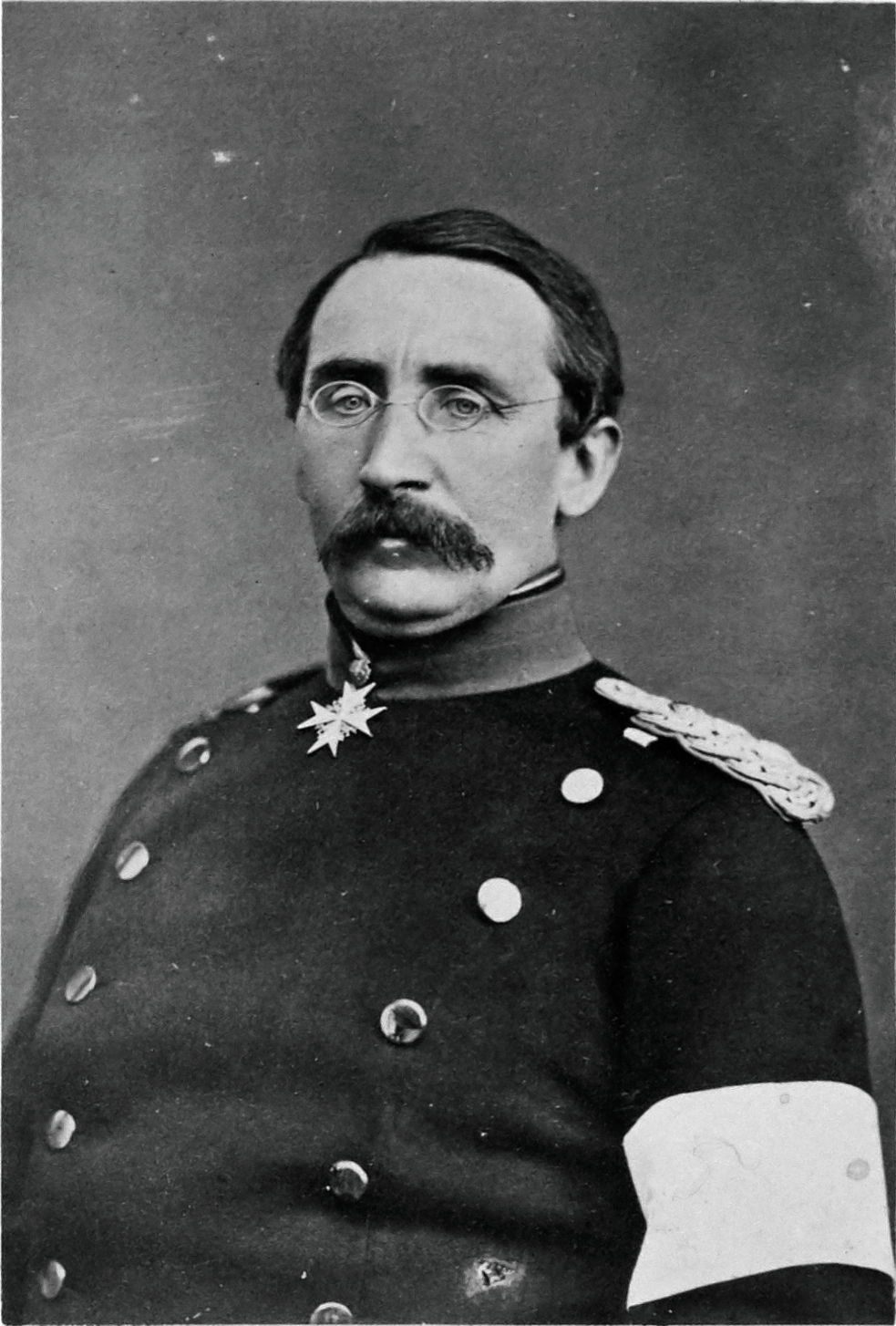
August Karl von Goeben (1816–1880)

- Goeben, William von (1818–1902), preußischer General der Infanterie und zuletzt Kommandant von Mainz
- Goebl, Hanns (1901–1986), deutscher Bildhauer
- Goebl, Hans (* 1943), österreichischer Romanist
- Goebl-Streicher, Uta (* 1941), österreichische Autorin, Inspizientin und Regieassistentin

### Goec
- Goecke, Feodor (1836–1907), deutscher Manager und Politiker
- Goecke, Hermann (1900–1994), deutscher Gynäkologe, Geburtshelfer und Hochschullehrer
- Goecke, Irma (1895–1976), deutsche Tapisseriekünstlerin
- Goecke, Karl (1844–1906), deutscher Reichsgerichtsrat
- Goecke, Marco (* 1972), deutscher Choreograph
- Goecke, Tamme (* 1966), deutscher Gynäkologe, Geburtshelfer und Perinatalmediziner
- Goecke, Theodor (1850–1919), deutscher Architekt und Stadtplaner, preußischer Baubeamter und Denkmalpfleger
- Goeckenjan, Ingke (* 1974), deutsche Juristin und Hochschullehrerin
- Goecker, Eduard (1848–1931), deutscher Pfarrer und Kirchenbauer
- Goeckingk, Friedrich von (1738–1813), preußischer General der Kavallerie
- Goeckingk, Leopold Friedrich Günther von (1748–1828), deutscher Dichter des Rokokos und preußischer Beamter

### Goed
- Goedaert, Johannes († 1668), niederländischer Entomologe und Maler
- Goeddaeus, Eduard von (1815–1888), kurhessischer Staatsbeamter und Außenminister
- Goeddaeus, Johannes (1651–1719), deutscher Rechtswissenschaftler und Hochschullehrer
- Goeddel, David V. (* 1951), US-amerikanischer Biochemiker und Biotechnologie-Unternehmer
- Goede, Edda (* 1940), deutsche Politikerin (SPD), MdL
- Goede, Erich (1916–1949), deutscher Fußballspieler
- Goede, Eva de (* 1989), niederländische Hockeyspielerin
- Goede, Suzanne de (* 1984), niederländische Radrennfahrerin
- Goedecke, Adolf (1860–1945), preußischer Verwaltungsbeamter und Landrat
- Goedecke, Albert von (1821–1891), preußischer Major, Mitglied des Nassauischen Landtags
- Goedecke, Friedrich Wilhelm (1756–1825), deutscher Posthalter, Mitglied des Nassauischen Landtags
- Goedecke, Heinrich (1881–1959), deutscher Politiker, Landrat des Landkreises Siegen, Regierungspräsident des Regierungsbezirkes Münster und Generallandschaftsdirektor der Provinz Westfalen
- Goedecke, Heinrich Carl (1761–1820), nassauischer Obristlieutenant, Mitglied des Nassauischen Landtags
- Goedecke, Heinz (1901–1959), deutscher Radiosprecher sowie Bühnen- und Filmschauspieler
- Goedecke, Klaus (* 1939), deutscher Politiker (SPD), MdL
- Goedecke, Manfred (* 1949), deutscher Bergbauingenieur und ehemaliger Politiker (NDPD)
- Goedecke, Rudolf (1877–1950), deutscher Architekt des Historismus
- Goedecke, Wilhelm (1800–1871), nassauischer Beamter und Landtagsabgeordneter
- Goedecke, Wolfgang (1906–1942), deutscher Ruderer und Oberleutnant
- Goedeckemeyer, Albert (1873–1945), deutscher Philosoph
- Goedecker, Jacob (1882–1957), deutscher Flugzeugkonstrukteur
- Goedeke, Karl (1814–1887), deutscher Literaturhistoriker
- Goedeke, Lena von (* 1983), deutsche Bildhauerin und Konzeptkünstlerin
- Goedeke, Richard (* 1939), deutscher Bergsteiger, Kletterer und Autor
- Goedeking, Christian Friedrich (1770–1851), preußischer Generalmünzdirektor
- Goedel, Gustav (1847–1918), deutscher Oberpfarrer, Konsistorialrat und Autor
- Goedel, Peter (* 1943), deutscher Autor, Regisseur und Filmproduzent
- Goeden, Adolph (1810–1888), deutscher Mediziner und Politiker
- Goeden, Dorthe (* 1975), deutsche bildende Künstlerin
- Goeden, Hans Adolph (1785–1826), deutscher Mediziner und Schriftsteller
- Goedereis, Christophorus (* 1965), deutscher Kapuziner
- Goedert, Dallas (* 1995), US-amerikanischer American-Football-Spieler
- Goedert, Johny (1929–2013), luxemburgischer Radsportler
- Goedert, Joseph (1908–2012), luxemburgischer Historiker
- Goedert, Michel (* 1954), luxemburgisch-britischer Neurowissenschaftler und Mediziner
- Goedert, Raymond Emil (1927–2023), US-amerikanischer Geistlicher, Weihbischof in Chicago
- Goedertier, Arseen (1876–1934), belgischer Kunsträuber und ErpresserArseen Goedertier (1876–1934)

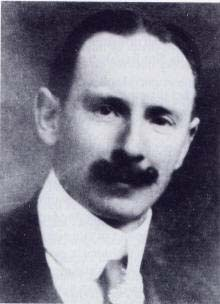
Arseen Goedertier (1876–1934)

- Goedewaagen, Nelly (1880–1953), niederländische Malerin
- Goedgedrag, Frits (* 1951), niederländischer Politiker und erster Gouverneur Curaçaos
- Goedhart, Felix (* 1964), deutscher Manager
- Goedhuys, Jules (1905–1997), belgischer Radrennfahrer
- Goedicke, Alexander Fjodorowitsch (1877–1957), russischer Musiker und Komponist
- Goedicke, Bruno (1879–1971), deutscher SS-Brigadeführer
- Goedicke, Claus (* 1966), deutscher Fotograf
- Goedicke, Elisabeth (* 1873), deutsche Schriftstellerin
- Goedicke, Hans (1926–2015), österreichisch-amerikanischer Ägyptologe
- Goedicke, Maxine (* 1988), deutsche Filmeditorin
- Goedings, Florestan (* 1981), deutscher Rechtsanwalt und scripted-reality-Darsteller
- Goedkoop, Max (1928–2017), niederländischer Fußballspieler
- Goedtke, Karlheinz (1915–1995), deutscher Bildhauer

### Goeg
- Goegebuer, Tom (* 1975), belgischer Gewichtheber
- Goegg, Amand (1820–1897), badischer Freiheitskämpfer
- Goegg-Pouchoulin, Marie (1826–1899), erste Schweizer Frauenrechtlerin

### Goeh
- Goehausen, Hermann (1593–1632), deutscher Jurist, Professor der Rechtswissenschaft
- Goehl, Honorat (1733–1802), deutscher Benediktiner, Abt des Klosters Ottobeuren
- Goehl, Konrad (* 1938), deutscher Altphilologe, Mittellateiner und Medizinhistoriker
- Goehle, Herbert (1878–1947), deutscher Marineoffizier, zuletzt Konteradmiral im Zweiten Weltkrieg
- Goehler, Adrienne (* 1955), deutsche Psychologin und Politikerin (GAL, parteilos)Adrienne Goehler (* 1955)

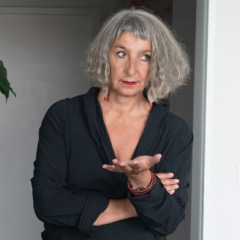
Adrienne Goehler (* 1955)

- Goehler, Wolfgang (1940–2009), deutscher Brigadegeneral und Bremer Staatsrat
- Goehr, Alexander (1932–2024), englischer zeitgenössischer Komponist klassischer Musik deutscher Herkunft
- Goehr, Laelia (1908–2002), russisch-jüdische Pianistin und Fotografin
- Goehr, Rudolf (1906–1981), deutsch-amerikanischer Komponist, Pianist und Dirigent
- Goehr, Walter (1903–1960), deutscher Dirigent und Komponist
- Goehre, Michael (* 1975), deutscher Autor, Musiker und Poetry-Slammer
- Goehring, Alan (* 1962), US-amerikanischer Pokerspieler
- Goehring, Carl, deutscher Autor, Herausgeber, Publizist und Historiograph
- Goehring, Chase (* 1995), US-amerikanischer Sänger, Songwriter und Gitarrist
- Goehring, Leo (1891–1967), US-amerikanischer Hoch- und Weitspringer
- Goehrke, Carsten (* 1937), deutscher Osteuropahistoriker
- Goehrke, Fritz (1869–1946), deutscher Polizeibeamter
- Goehrmann, Julia (* 1969), deutsche Schauspielerin
- Goehrmann, Klaus (* 1938), deutscher Manager und Hochschullehrer
- Goehtz, Walter (1878–1946), deutscher Verwaltungsbeamter, Bürgermeister der Städte Plathe und Greifenberg

### Goei
- Gōeidō, Gōtarō (* 1986), japanischer Sumōringer in der Makuuchi-Division

### Goej
- Goeje, Michael Jan de (1836–1909), niederländischer Arabist, Orientalist

### Goek
- Goeke, J. Henry (1869–1930), US-amerikanischer Politiker
- Goeke, Klaus (1944–2011), deutscher Physiker
- Goeke, Knulp (1929–2005), deutscher Politiker (SPD), MdL
- Goeke, Willi (1903–1973), deutscher Politiker (SPD), MdL
- Goeken, Bernhard (1660–1726), deutscher Propst und Generalprior
- Goeken, Matthias (* 1964), deutscher Politiker (CDU), MdL
- Goeker, Heinrich Wilhelm (1803–1886), deutscher Wasserbauingenieur, preußischer Baubeamter
- Goekoop, Cees (1933–2011), niederländischer Politiker (VVD)

### Goel
- Goel, Sita Ram (1921–2003), indischer Autor und Verleger
- Goel, Suresh (1943–1978), indischer Badmintonspieler
- Goeldel-Bronikowen, Alfred (* 1882), deutscher Sportschütze
- Goeldel-Bronikowen, Horst (* 1883), deutscher Sportschütze
- Goeldelius, Martin Christian (1665–1738), deutscher evangelisch-lutherischer Theologe, Pädagoge und Autor
- Goeldi, Emil (1859–1917), Schweizer Naturforscher und hauptsächlich in Brasilien tätig
- Goeldlin, Michel (1934–2012), schweizerisch-US-amerikanischer Schriftsteller
- Goelen, Werner (* 1949), belgischer Comiczeichner
- Goelicke, Andreas Ottomar (1671–1744), deutscher Anatom und Hochschullehrer
- Goell, Theresa (1901–1985), US-amerikanische Archäologin und Bauforscherin
- Goellner, Kurt Eberhard (1880–1955), deutscher Maler und Bildhauer
- Goellner, Marc-Kevin (* 1970), deutscher TennisspielerMarc-Kevin Goellner (* 1970)

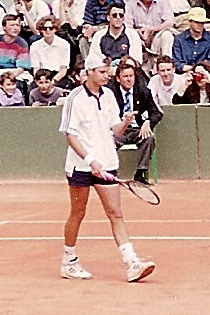
Marc-Kevin Goellner (* 1970)

- Goelz, Erwin (1903–1981), deutscher Publizist

### Goem
- Goemaere, Adolphe (1895–1970), belgischer Hockeyspieler
- Goemanne, Noël (1926–2010), belgisch-amerikanischer Komponist, Organist, Kirchenmusiker und Musikpädagoge
- Goemans, Anne-Gine (* 1971), niederländische Schriftstellerin und Journalistin
- Goemans, Michel (* 1964), belgisch-US-amerikanischer Mathematiker
- Goeminne, Paul (* 1888), belgischer Eishockeyspieler

### Goen
- Goenel, Duygu (* 1994), deutsche Popsängerin
- Goeneutte, Norbert (1854–1894), französischer Maler und Grafiker
- Goenka, Satya Narayan (1924–2013), indischer Lehrer der Vipassana-Meditation
- Goenner, Hubert (* 1936), deutscher theoretischer Physiker und Wissenschaftshistoriker
- Goens, Daniel (* 1948), belgischer Radrennfahrer
- Goens, Hermann (1863–1946), deutscher Archivar
- Goens, Rijklof van (1619–1682), Gouverneur von Ceylon (1659–1672) und Generalgouverneur von Ostindien (1678–1681)

### Goep
- Goepel, Friedhelm Ottfried (1928–2013), deutscher Künstler und Kunsterzieher in Essen
- Goepel, Heino (1833–1896), deutscher Mediziner
- Goepel, Kurt (1901–1966), deutscher Staatswissenschaftler und Wissenschaftsfunktionär
- Goepel, Lutz (* 1942), deutscher Politiker (CDU), MdV, MdEP
- Goepfart, Franz (1866–1926), deutscher Porträt- und Genremaler
- Goepfart, Karl (1859–1942), deutscher Musiker, Komponist und Dirigent
- Goepferd, Michael (1961–1996), deutscher Graphiker und Illustrator
- Goepfert, Bobby (* 1983), US-amerikanischer Eishockeytorwart
- Goepfert, Florian (* 1988), Schweizer Handballspieler
- Goepfert, Hermann (1926–1982), deutscher Maler und Objektkünstler
- Goepper, Nick (* 1994), US-amerikanischer Freestyle-Skisportler
- Goepper, Roger (1925–2011), deutscher Kunsthistoriker
- Goeppert-Mayer, Maria (1906–1972), deutsch-US-amerikanische Physikerin und Nobelpreisträgerin
- Goeppinger, Max (1900–1970), US-amerikanischer Techniker

### Goer
- Goercke, Johann (1750–1822), preußischer Militärarzt und Chirurg
- Goerdeler, Carl (1884–1945), deutscher Jurist, Politiker (DNVP) und Widerstandskämpfer gegen den NationalsozialismusCarl Goerdeler (1884–1945)

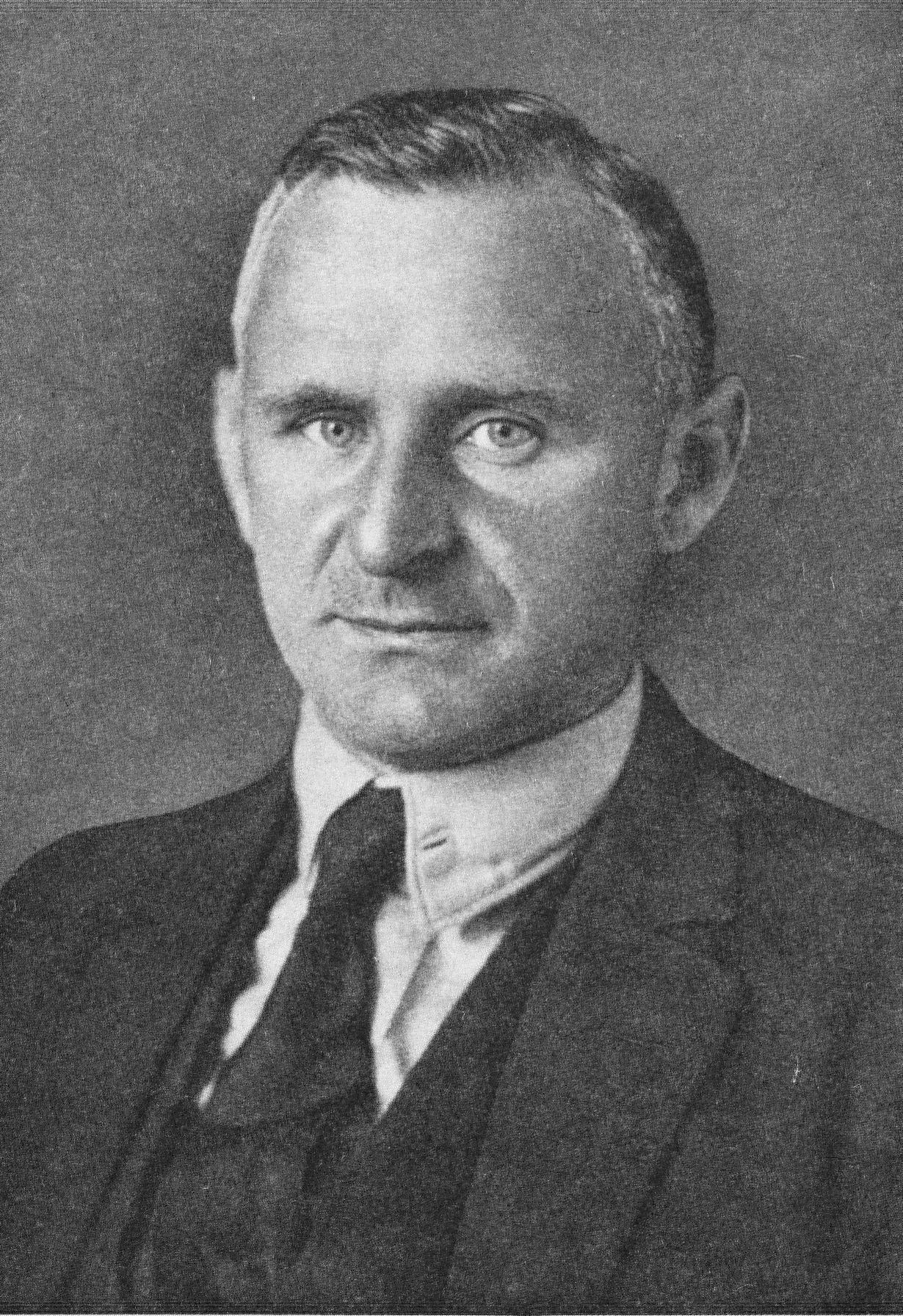
Carl Goerdeler (1884–1945)

- Goerdeler, Carl D. (1944–2022), deutscher Diplomat und Sachbuchautor
- Goerdeler, Fritz (1886–1945), deutscher Jurist
- Goerdeler, Joachim (1912–2007), deutscher Chemiker und Hochschullehrer
- Goerdeler, Julius (1844–1928), deutscher Richter
- Goerdeler, Rainer (* 1941), deutscher Jurist und Betriebswirt
- Goerdeler, Reinhard (1922–1996), deutscher Rechtsanwalt und Wirtschaftsprüfer
- Goerdeler, Ulrich (1913–2000), deutscher Politiker (CDU), MdL
- Goerden, Elmar (* 1963), deutscher Theaterregisseur
- Goerdt, Sergij (* 1959), deutscher Mediziner und Hochschullehrer
- Goerdt, Wilhelm (1921–2014), deutscher Philosoph und Experte für russische Philosophie
- Goerdten, Ulrich (* 1935), deutscher Schriftsteller, Kleinverleger und Bibliothekar
- Goeree, Jacob (* 1966), niederländischer Ökonom
- Goerens, Charles (* 1952), luxemburgischer Politiker, MdEP
- Goerens, Paul (1882–1945), deutscher Metallurg
- Goeres, Heinrich (1912–1978), deutscher Journalist und Chefredakteur in der DDR
- Goeres, Martin (* 1984), deutscher Schauspieler und Stuntman
- Goeres, Mira Elisa (* 1992), deutsche Schauspielerin
- Goerg, Édouard (1893–1969), französischer Maler und Grafiker
- Goerge, Thomas (* 1973), deutscher Künstler, Bühnenbildner und Kostümbildner
- Goergen, Aloys (1911–2005), deutscher Kunsthistoriker und Liturgiewissenschaftler
- Goergen, Donald J. (* 1943), US-amerikanischer Dominikaner und Theologe
- Goergen, Edmond (1914–2000), luxemburgischer Maler, Zeichner, Restaurator und Widerstandskämpfer
- Goergen, Frank (* 1968), luxemburgischer Fußballspieler
- Goergen, Fritz (* 1941), deutsch-österreichischer Publizist
- Goergen, Fritz-Aurel (1909–1986), deutscher Industrie-Manager
- Goergens, Irene (* 1951), deutsche Terroristin und Gründungsmitglied der Roten Armee Fraktion
- Goericke, Marvin (* 1991), deutscher Orientierungsläufer
- Goericus († 643), Bischof von Metz und Heiliger
- Goerig, Franz (1825–1887), deutscher Arzt und Abgeordneter in Ostpreußen
- Goerigk, Giulia (* 2002), deutsche Schwimmerin
- Goering, Adolf (1841–1906), deutscher Bauingenieur und Hochschullehrer
- Goering, Anton (1836–1905), deutscher Forschungsreisender, Naturwissenschaftler, Maler und Grafiker
- Goering, Bernd (* 1962), deutscher Künstler
- Goering, Herbert (1925–2025), deutscher Mathematiker
- Goering, Joseph Ward (* 1947), US-amerikanischer Historiker
- Goering, Reinhard (1887–1936), deutscher Schriftsteller
- Goerisch, Friedrich (1949–1995), deutscher Mathematiker und Hochschullehrer
- Goerisch, Markus (1961–2024), deutscher Schauspieler und Regisseur
- Goeritz, Erich (1889–1955), deutsch-britischer Unternehmer in der Textilindustrie, Kunstsammler und Mäzen
- Goeritz, Irmgard (1906–2004), deutsche Emigrantin
- Goeritz, Mathias (1915–1990), deutsch-mexikanischer Architekt, Maler und Bildhauer
- Goerke, Christine (* 1969), amerikanische Opernsängerin (dramatischer Sopran)
- Goerke, Franz (1856–1931), deutscher Fotograf und Direktor der Gesellschaft Urania
- Goerke, Heinz (1917–2014), deutscher Medizinhistoriker und Hochschullehrer
- Goerke, Hermann (1860–1943), deutscher Architekt
- Goerke, Laszlo (* 1965), deutscher Finanzwissenschaftler
- Goerke, Natasza (* 1960), polnische Schriftstellerin
- Goerke, Nils (* 1973), deutscher Duathlet und TriathletNils Goerke (* 1973)

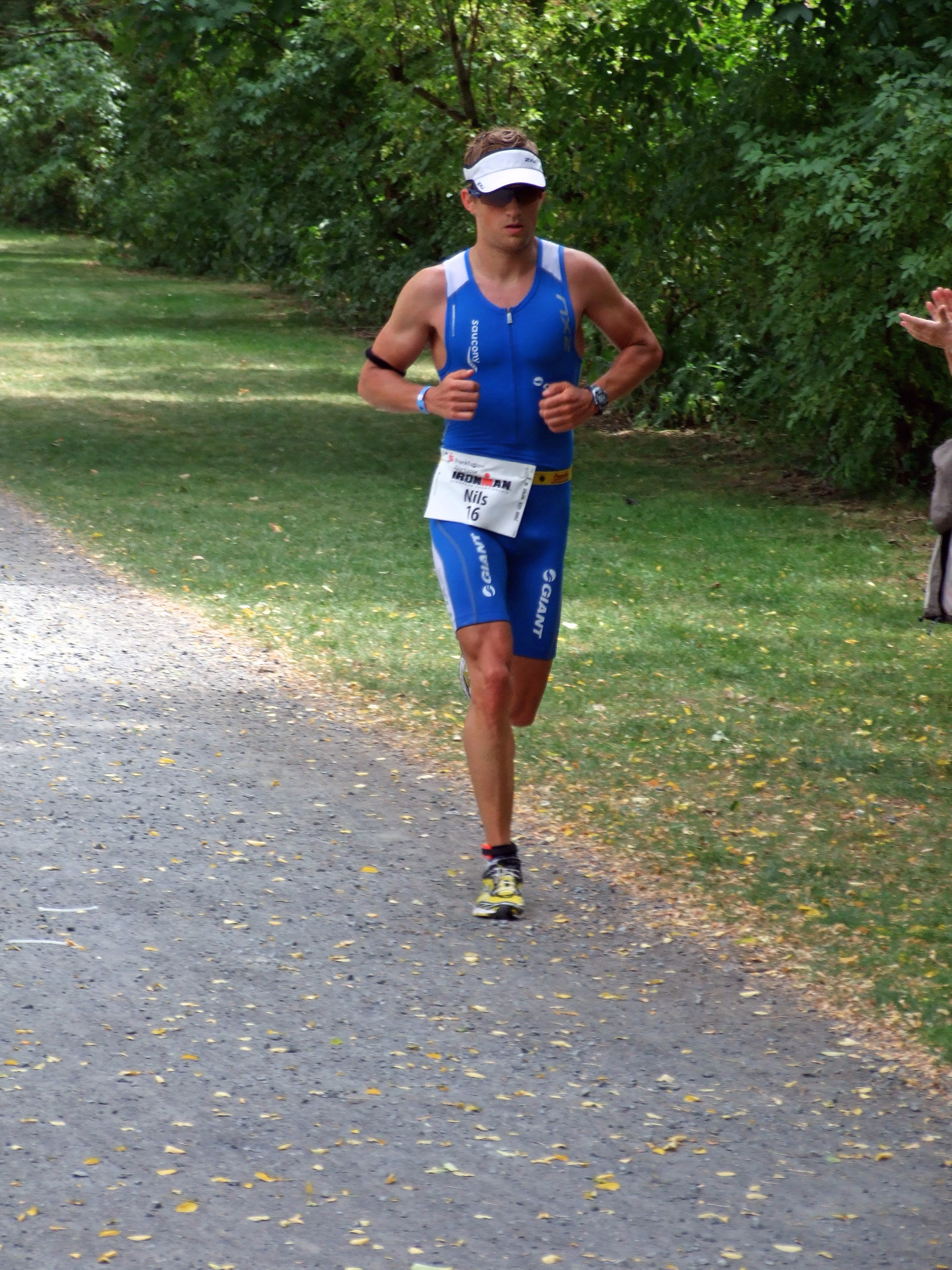
Nils Goerke (* 1973)

- Goerke, Oscar (1883–1934), dänisch-US-amerikanischer Radrennfahrer
- Goerke-Berzau, Iris (* 1957), deutsche Juristin und Vorsitzende Richterin am Oberlandesgericht Naumburg
- Goerke-Mallet, Peter (* 1955), deutscher Bergbau-Ingenieur; Markscheider des Bergwerks Ibbenbüren
- Goerlich, Barbara, deutsche Restaurantkritikerin, Journalistin und Buchautorin
- Goerlich, Franz (1839–1908), deutscher Buchhändler und Verleger
- Goerlich, Franz K. (1922–2016), deutscher Geologe und Paläontologe
- Goerlich, Helmut (* 1943), deutscher Jurist und Hochschullehrer
- Goerlitz, Theodor (1885–1949), deutscher Lokalpolitiker und Historiker, Oberbürgermeister von Oldenburg
- Goerne, Adalbert von (1903–1949), deutscher Autor
- Goerne, Matthias (* 1967), deutscher Lied-, Konzert- und Opernsänger (Bariton)Matthias Goerne (* 1967)

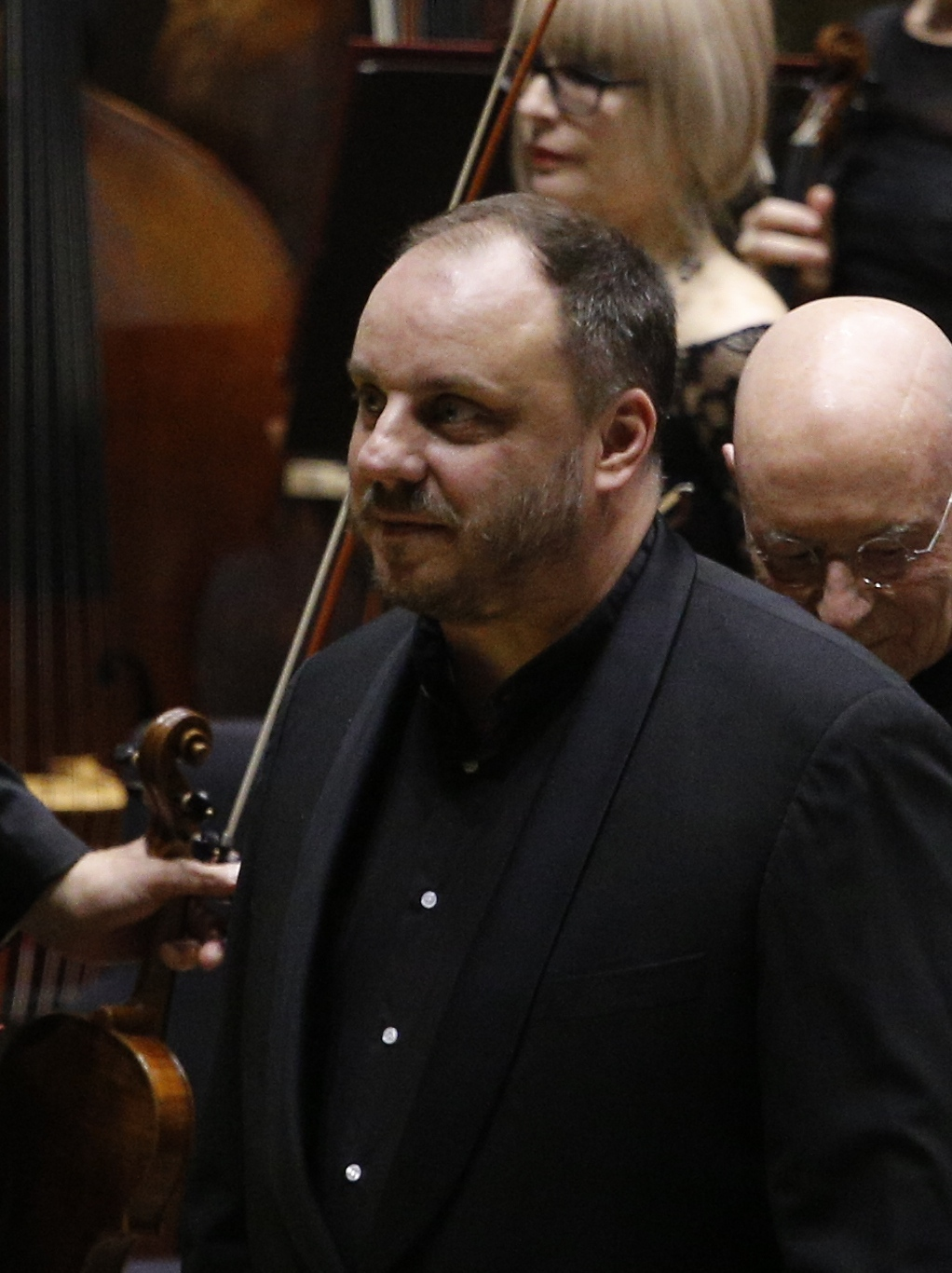
Matthias Goerne (* 1967)

- Goerne, Wilhelm von (1869–1941), preußischer Oberst
- Goernemann, Rainer (1950–2024), deutscher Schauspieler
- Goerner, Nelson (* 1969), argentinischer Pianist
- Goerres, Achim (* 1977), deutscher Politikwissenschaftler
- Goerres, Johannes (1849–1905), deutscher Kommunalpolitiker, Beigeordneter der Stadt Essen
- Goersch, Henning (* 1976), deutscher Krisen- und Katastrophenforscher
- Goersch, Thomas (* 1966), deutscher Schauspieler, Regisseur und Fernsehmoderator
- Goerss, Paul (* 1957), US-amerikanischer Mathematiker
- Goerts, Simon (* 1973), deutscher Schauspieler
- Goertsches, Oliver (* 1981), deutscher Mathematiker
- Goerttler, Klaus (1925–2011), deutscher Pathologe in Heidelberg
- Goerttler, Kurt (1898–1983), deutscher Anatom und Hochschullehrer
- Goerttler, Victor (1897–1982), deutscher Veterinärmediziner
- Goertz, Albrecht von (1914–2006), deutscher Designer
- Goertz, Christine (* 1941), deutsche Politikerin (SPD), MdL
- Goertz, Dieter (* 1936), deutscher Schauspieler und Synchronsprecher
- Goertz, Erik (* 1964), deutscher Schauspieler
- Goertz, Hajo (* 1943), deutscher Journalist
- Goertz, Hannes (* 1982), deutscher Volleyball- und Beachvolleyballspieler
- Goertz, Hans-Jürgen (* 1937), mennonitischer Theologe und Historiker
- Goertz, Harald (1924–2019), österreichischer Dirigent, Pianist und Musikforscher
- Goertz, Hartmann (1907–1991), deutscher Verlagslektor, Essayist, Hörspielautor und literarischer Übersetzer
- Goertz, Heinrich (1911–2006), deutscher Bühnenbilder, Dramaturg, Maler, Journalist und Schriftsteller
- Goertz, Jonny (* 1908), deutscher Schauspieler
- Goertz, Jürgen (* 1939), deutscher BildhauerJürgen Goertz (* 1939)

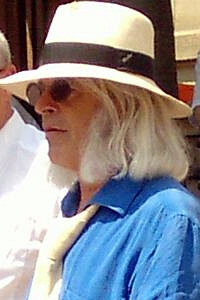
Jürgen Goertz (* 1939)

- Goertz, Lotte (* 2005), deutsche Volleyballspielerin
- Goertz, Otto (1872–1934), deutscher Fabrikant
- Goertz, Roland (* 1969), deutscher Chemiker und Feuerwehrwissenschaftler
- Goertz, Stephan (* 1964), deutscher römisch-katholischer Theologe
- Goertz, Wolfram (* 1961), deutscher Journalist
- Goertzel, Ben (* 1966), US-amerikanischer Forscher im Bereich Künstliche Intelligenz
- Goertzen, Kelvin (* 1969), kanadischer Politiker
- Goertzen, Steven (* 1984), kanadischer Eishockeyspieler, -trainer und -funktionär
- Goertzke, Wilhelm von (1875–1961), Domherr zu Brandenburg, Kurator der dortigen Ritterakademie Brandenburg und Gutsbesitzer auf Großbeuthen bei Trebbin
- Goerz, Adam (1817–1886), deutscher Historiker und Archivar
- Goerz, Anja (* 1968), deutsche Hörfunkmoderatorin und Autorin
- Goerz, Carl Paul (1854–1923), deutscher Unternehmer
- Goerz, Ludwig (1895–1988), deutscher Architekt, Maler, Bühnenbildner und Grafiker
- Goerz, Paul (1896–1952), deutscher Techniker und Manager
- Goerz, Tommie (* 1954), deutscher Schriftsteller und HochschullehrerTommie Goerz (* 1954)

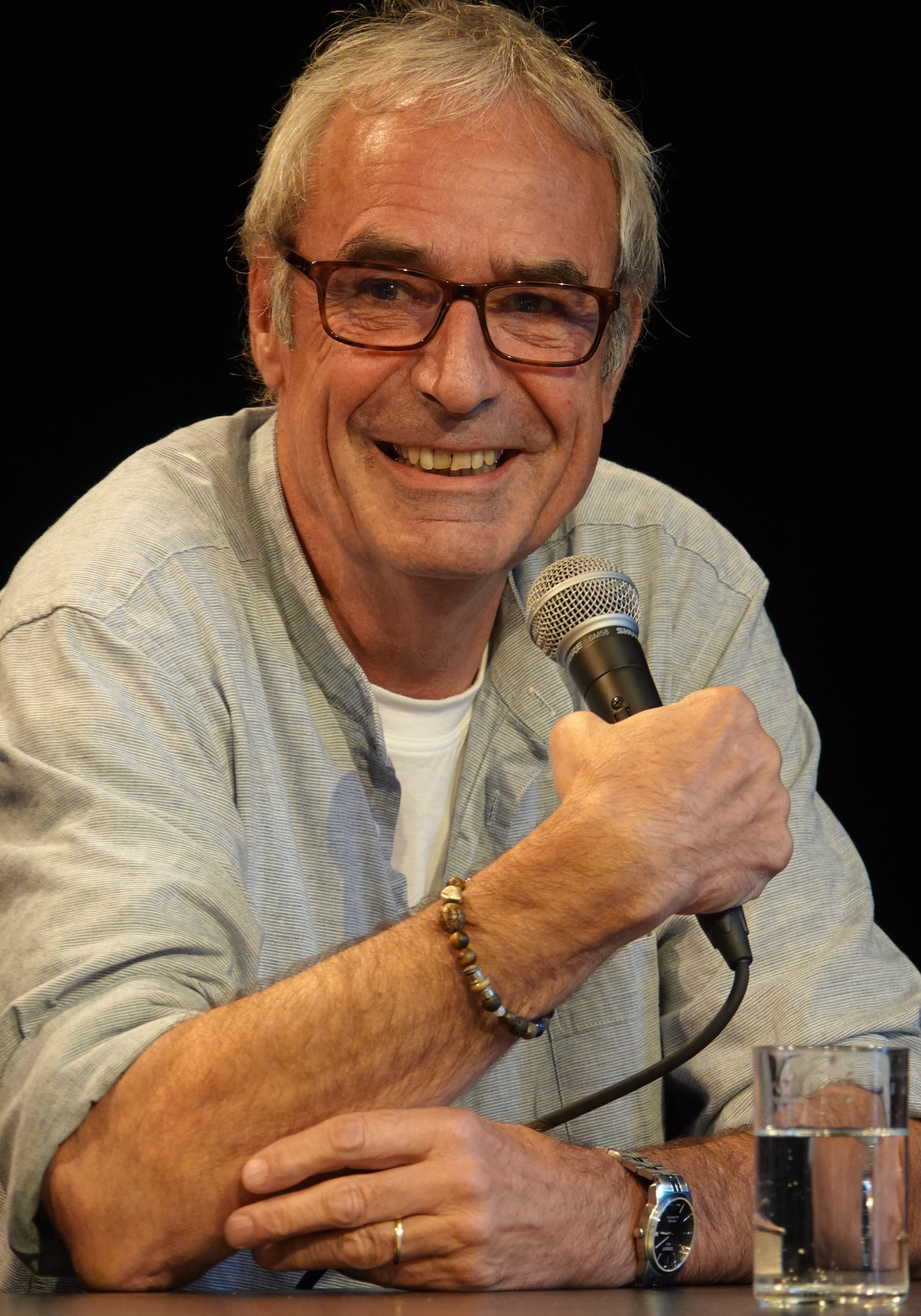
Tommie Goerz (* 1954)

### Goes
- Goes de Jesus, Jaqueline (* 1989), brasilianische Biomedizinerin und Hochschullehrerin
- Goes van Naters, Marinus van der (1900–2005), niederländischer Politiker, MdEP
- Goes, Adriaen van der († 1560), holländischer Landesadvokat zwischen den Jahren 1544 und 1560
- Goes, Aert van der (1475–1545), holländischer Landesadvokat zwischen den Jahren 1525 und 1544
- Goes, Albrecht (1908–2000), deutscher Schriftsteller und protestantischer Theologe
- Goes, Elisabeth (1911–2007), deutsche Pfarrersfrau und Gerechte unter den Völkern
- Goes, Freddie Van der (1908–1976), südafrikanische Schwimmerin
- Goes, Georg Wilhelm von (1789–1849), Verwaltungsjurist im Königreich Württemberg
- Goes, Gertrud (1878–1915), deutsche Dichterin und Erzählerin
- Goes, Gustav (1884–1946), deutscher Schriftsteller
- Goes, Hugo van der († 1482), flämischer Maler
- Goes, Jelle (* 1970), niederländischer Fußballspieler und -trainer
- Goes, Luís (1933–2012), portugiesischer Fado-Interpret
- Goes, Paul (1920–2002), deutscher Landrat
- Goes, Peter-Paul (1914–1962), deutscher Schauspieler, Synchron- und Hörspielsprecher
- Goes, Thomas (* 1980), deutscher Soziologe und Autor
- Góes, Waldez (* 1961), brasilianischer Politiker
- Goes, Wouter (* 2004), niederländischer Fußballspieler
- Goesbriand, Louis De (1816–1899), französisch-US-amerikanischer Geistlicher, römisch-katholischer Bischof von Burlington
- Goesch, Bernhard (1880–1934), deutscher evangelisch-lutherischer Geistlicher und Autor
- Goesch, Carl (1853–1943), deutscher Rechtswissenschaftler
- Goesch, Heinrich (1880–1930), deutscher Jurist, Architekt, Geschichtsphilosoph und Kulturtheoretiker
- Goesch, Paul (1885–1940), deutscher Maler und ArchitektPaul Goesch (1885–1940)

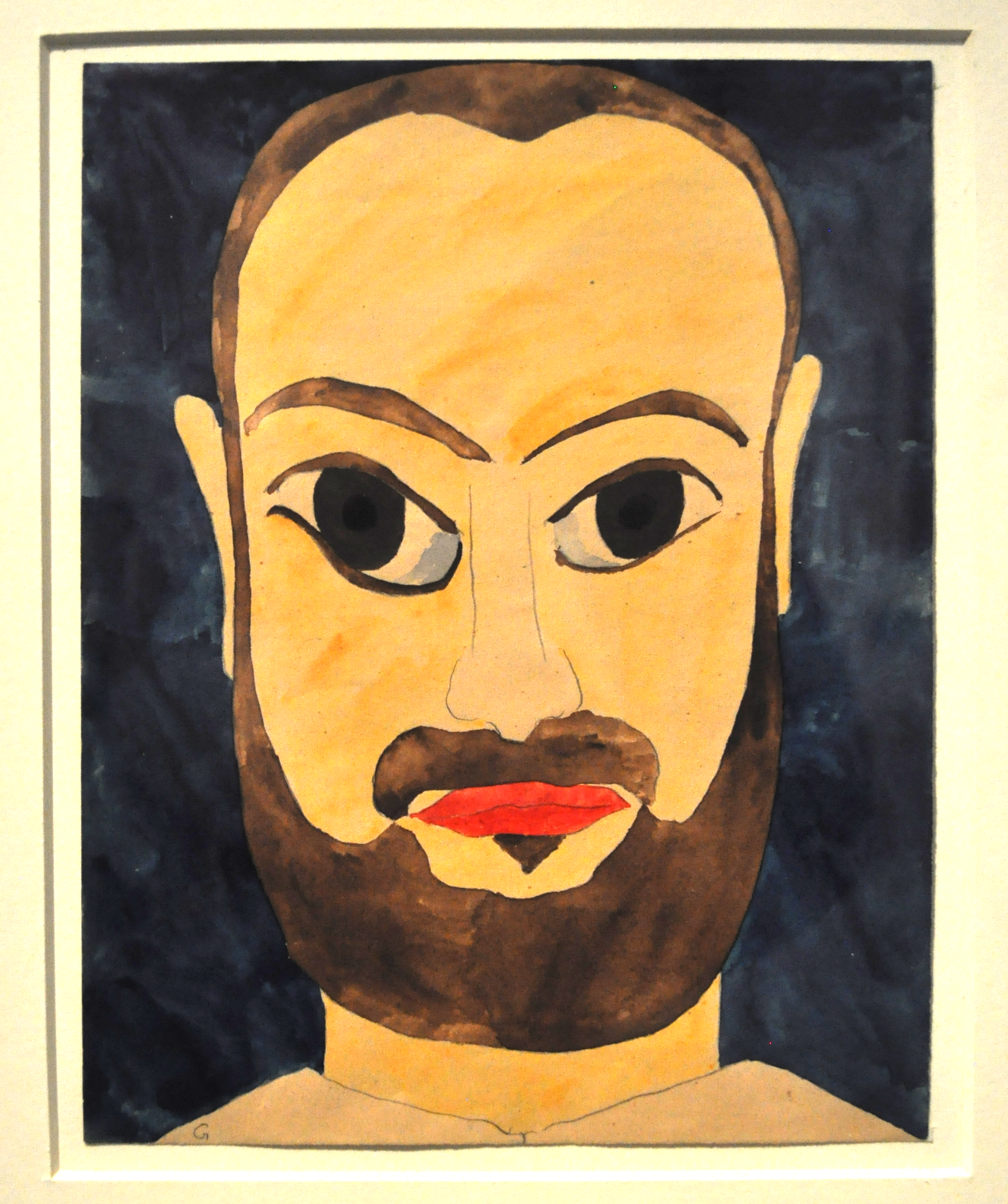
Paul Goesch (1885–1940)

- Goesche, Gerald (* 1960), deutscher römisch-katholischer Priester, Gründer des Instituts St. Philipp Neri
- Goeschel, Heinz (1906–1974), deutscher Ingenieur und Manager, Vorsitzender des VDI
- Goeschen, Bernhard von (1833–1923), deutscher Verwaltungsbeamter
- Goeschke, Franz (1844–1912), deutscher Botaniker, Königlicher Gartenbaudirektor und Erdbeerzüchter
- Goeschke, Sylvia (* 1942), Schweizer Malerin, Grafikerin, Bildhauerin und Kunstlehrerin
- Goeschl, Roland (1932–2016), österreichischer Bildhauer und Kunstprofessor
- Goeseke, Gudrun (1925–2008), deutsche Orientalistin, Retterin des Archivs der Jüdischen Gemeinde Halle
- Goesen, Julius (1816–1872), deutscher Richter und Parlamentarier
- Goeser, Anton (1950–2010), deutscher Automobilrennfahrer
- Goeser, Felix (* 1974), deutscher Schauspieler
- Goesinnen, Floris (* 1983), niederländischer Radrennfahrer
- Goeske, François (* 1989), deutsch-französischer Schauspieler
- Goesmann, Cornelia (* 1952), deutsche Allgemeinmedizinerin und Medizinfunktionärin
- Goesmann, Heinz (1920–2010), deutscher Architekt
- Goëss, Georg (1938–2015), Offizier des Österreichischen Bundesheeres
- Goëss, Johann Anton von (1816–1887), österreichischer Offizier und Politiker
- Goëss, Johann von (1612–1696), Bischof von Gurk (1675–1696)
- Goëss, Johann Zeno (1890–1974), österreichischer Gutsbesitzer und Lehrer
- Goëss, Leopold (1916–2005), österreichischer Politiker, Mitglied des Bundesrates
- Goëss, Leopold von (1848–1922), österreichischer Verwaltungsjurist und Beamter
- Goëss, Peter von (1774–1846), österreichischer Adeliger, Jurist und Staatsbeamter
- Goëss, Zeno Vinzenz von (1846–1911), österreichischer Offizier und Politiker, Landtagsabgeordneter
- Goessel, Annette, deutsche Malerin
- Goessel, Heidrun von (* 1944), deutsche Fernsehmoderatorin, Model und SchauspielerinHeidrun von Goessel (* 1944)

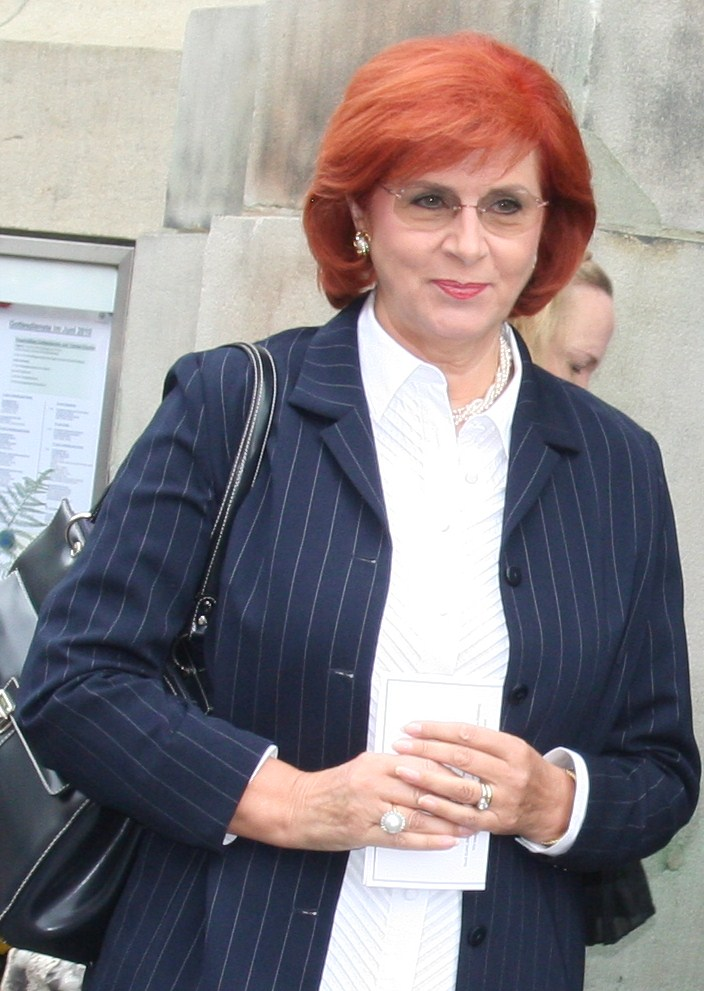
Heidrun von Goessel (* 1944)

- Goessel, Kurt von (1852–1895), deutscher Kapitän
- Goessens, Kris (1967–2013), belgischer Jazzmusiker, Komponist und Musikpädagoge
- Goessi, Markus (* 1966), Schweizer Künstler, Performer und Fotograf
- Goessing, Christa (1939–2011), deutsche Springreiterin und Mäzenin
- Goessing, Lutz (* 1938), deutscher Vielseitigkeitsreiter
- Goessler, Peter (1872–1956), deutscher Archäologe
- Goessling, Augustus (1878–1963), US-amerikanischer Schwimmer und Wasserballspieler
- Goeßling, Lena (* 1986), deutsche FußballspielerinLena Goeßling (* 1986)

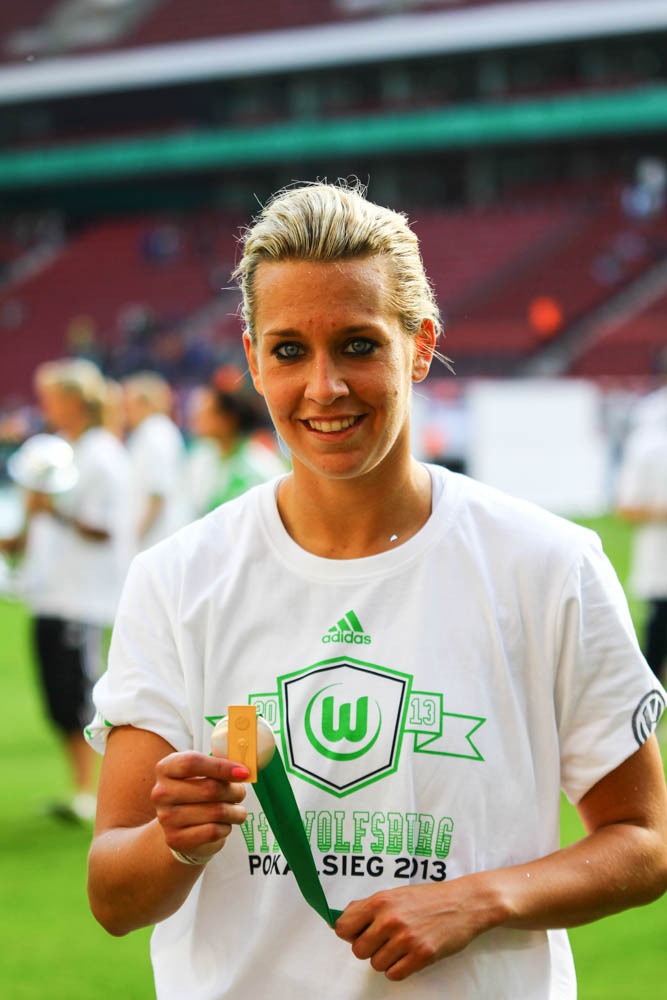
Lena Goeßling (* 1986)

- Goessling, Raileigh (* 1991), US-amerikanischer Biathlet
- Goessling, Wolfram (* 1967), deutscher Onkologe und Gastroenterologe
- Goeßmann, David (* 1969), deutscher freier Autor und Medienkritiker
- Goessner, Peter (* 1962), deutscher Theaterregisseur und Theaterlehrer

### Goet
- Goetel, Ferdynand (1890–1960), polnischer Schriftsteller und Emigrant
- Goeters, J. F. Gerhard (1926–1996), deutscher reformierter Theologe und Kirchenhistoriker
- Goeters, Wilhelm (1878–1953), deutscher reformierter Theologe und Kirchenhistoriker
- Goeth, Ottilie (1836–1926), deutsch-amerikanische Autorin
- Goethals, Angela (* 1977), US-amerikanische Schauspielerin
- Goethals, Christian (1928–2003), belgischer Automobilrennfahrer
- Goethals, Félix (1891–1962), französischer Radrennfahrer
- Goethals, Félix Victor (1798–1872), Gelehrter und Autor
- Goethals, George Washington (1858–1928), US-amerikanischer Armeeoffizier und Ingenieur
- Goethals, Paul (1832–1904), belgischer Jesuit
- Goethals, Raymond (1921–2004), belgischer Fußballtrainer
- Goethe, Alma von (1827–1844), Tochter von August von Goethe und Enkelin von Johann Wolfgang von Goethe
- Goethe, August von (1789–1830), Sohn von Johann Wolfgang von Goethe
- Goethe, Catharina Elisabeth (1731–1808), Mutter von Johann Wolfgang Goethe
- Goethe, Christiane von (1765–1816), Goethes EhefrauChristiane von Goethe (1765–1816)

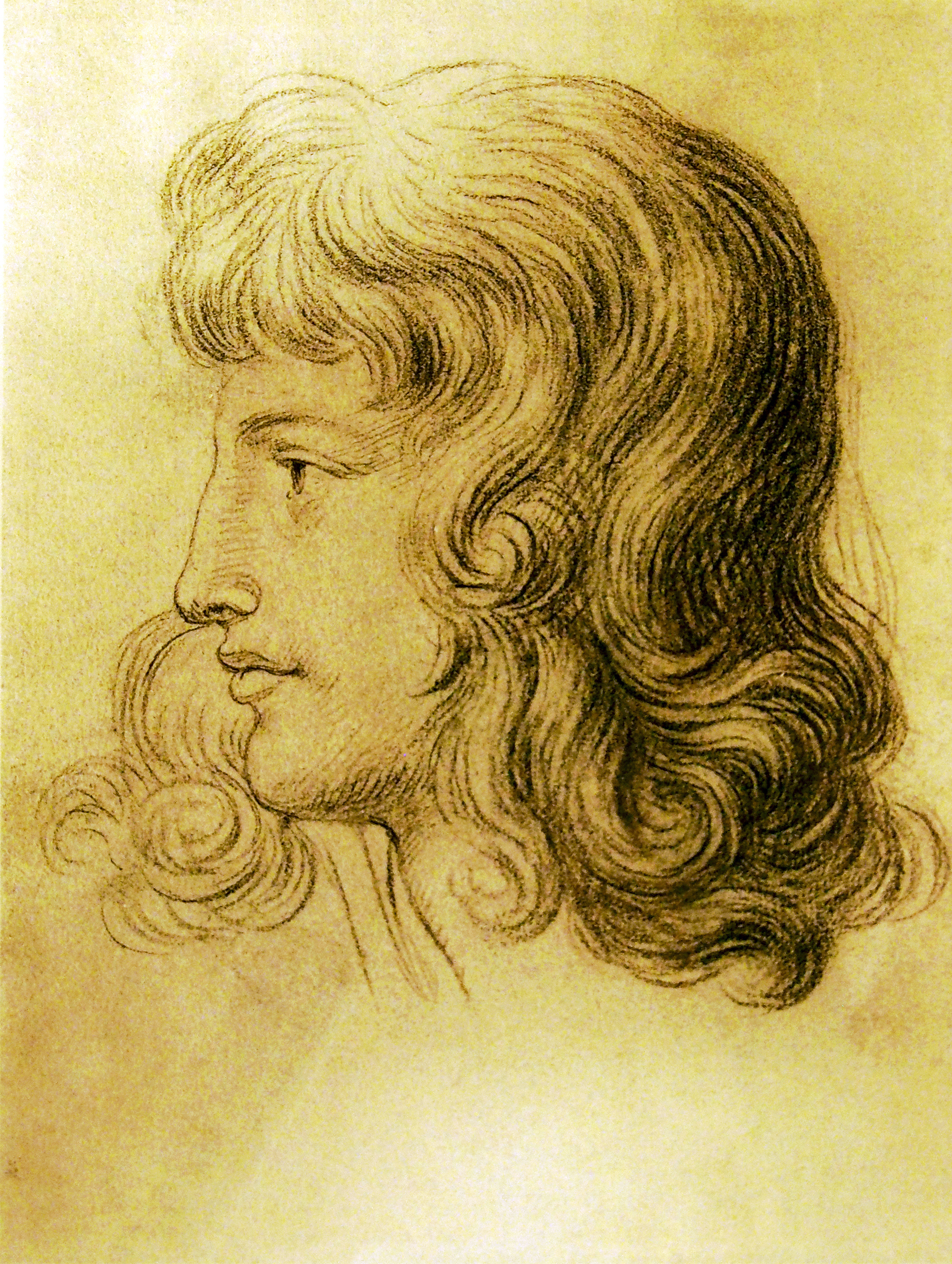
Christiane von Goethe (1765–1816)

- Goethe, Dietrich (* 1948), deutscher Fußballspieler
- Goethe, Hartmut (1923–2020), deutscher Schiffs- und Tropenmediziner
- Goethe, Hermann (1837–1911), deutscher Weinbaufachmann
- Goethe, Hugo (* 1923), deutscher Fußballspieler
- Goethe, Johann Caspar (1710–1782), Frankfurter Jurist und Vater von Johann Wolfgang Goethe
- Goethe, Johann Wolfgang von (1749–1832), deutscher Dichter, Naturwissenschaftler, Kunsttheoretiker und Weimarer StaatsmannJohann Wolfgang von Goethe (1749–1832)

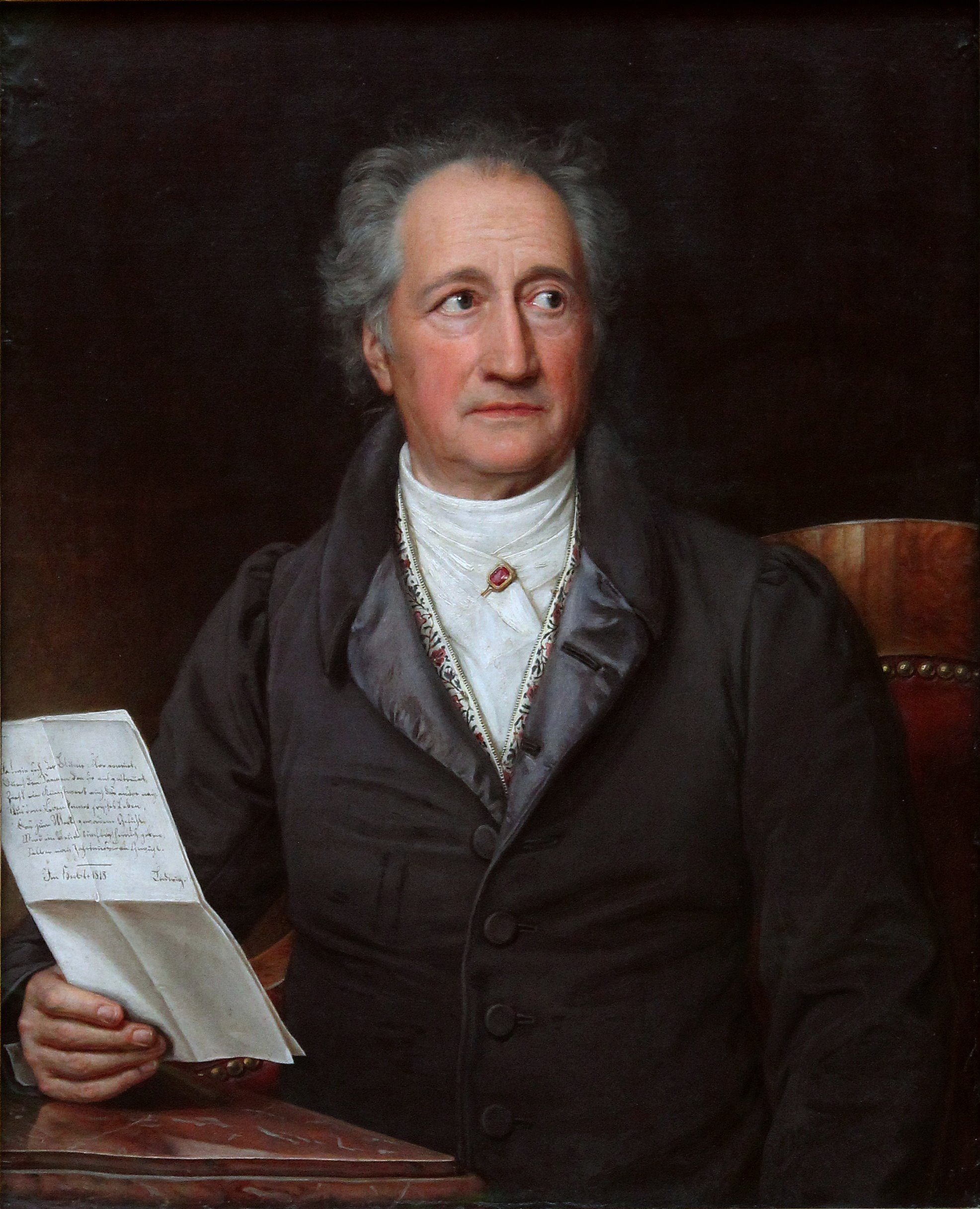
Johann Wolfgang von Goethe (1749–1832)

- Goethe, Oliver (* 2004), dänisch-deutscher Rennfahrer
- Goethe, Ottilie von (1796–1872), Schwiegertochter von Johann Wolfgang von Goethe
- Goethe, Roald (* 1960), deutscher Unternehmer und Autorennfahrer
- Goethe, Roland (* 1959), Schweizer Politiker (FDP)
- Goethe, Rudolf (1843–1911), deutscher Weinbaufachmann
- Goethe, Walther von (1818–1885), deutscher Kammerherr und Komponist
- Goethe, Wolfgang Maximilian von (1820–1883), deutscher Jurist und preußischer Legationsrat
- Goethert, Friedrich Wilhelm (1907–1978), deutscher Klassischer Archäologe
- Goethert, Karin (1943–2023), deutsche Klassischer Archäologin
- Goethert, Klaus-Peter (* 1946), deutscher Klassischer Archäologe
- Goetjes, Karl-Ludwig (1905–1963), deutscher Maler
- Goetsch, Christa (* 1952), deutsche Politikerin (Bündnis 90/Die Grünen), MdHB, Senatorin in Hamburg
- Goetsch, Daniel (* 1968), Schweizer Schriftsteller
- Goetsch, Monika (* 1967), deutsche Schriftstellerin
- Goetsch, Otto (1900–1962), Polizeipräsident von Düsseldorf
- Goetsch, Paul (1867–1932), deutscher Diplomat, zuletzt Gesandter in Montevideo
- Goetsch, Paul (1934–2018), deutscher Anglist
- Goetsch, Rudolf (1876–1945), deutscher Richter am Kammergericht und am OLG Rostock
- Goetsch, Wilhelm (1887–1960), deutscher Zoologe
- Goetschel, Antoine F. (* 1958), Schweizer Rechtsanwalt, Experte für Tierschutzrecht
- Goetschel, Maurice (1858–1921), Schweizer Rechtsanwalt und Politiker
- Goetschel, Willi (* 1958), Schweizer Germanist und Hochschullehrer
- Goetschius, Percy (1853–1943), US-amerikanischer Musiktheoretiker und Kompositionslehrer
- Goetschmann, Eliane, Schweizer Basketballspielerin
- Goette Himmelblau, Ulrich (* 1952), deutscher Maler und Grafiker
- Goette, Aelrun (* 1966), deutsche Regisseurin von Dokumentar- und SpielfilmenAelrun Goette (* 1966)

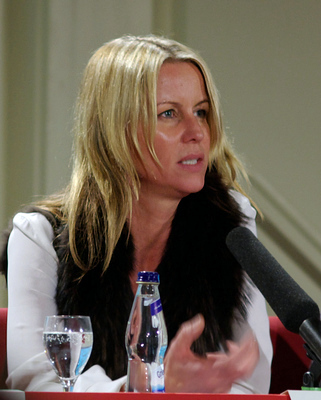
Aelrun Goette (* 1966)

- Goette, Albrecht (* 1950), deutscher Schauspieler
- Goette, Alexander (1840–1922), deutscher Zoologe und Hochschullehrer in Straßburg
- Goette, Hans Rupprecht (* 1956), deutscher Klassischer Archäologe
- Goette, Walther (1894–1959), deutscher Admiralarzt der Kriegsmarine
- Goette, Wilhelm (1873–1927), deutscher Architekt und kommunaler Baubeamter
- Goette, Wolf (1909–1995), deutscher Schauspieler
- Goette, Wulf (* 1946), deutscher Jurist, Richter am Bundesgerichtshof
- Goetter, Katrin (* 1974), deutsche Filmproduzentin
- Goetting, Arthur (1899–1975), deutscher Maler, Grafiker, Bildhauer und Zeichenlehrer
- Goetting, Hans (1911–1994), deutscher Historiker
- Goettl, Helmut (1934–2011), deutscher gesellschaftskritischer Maler, Grafiker und Zeichner
- Goettle, Gabriele (* 1946), deutsche Journalistin und Schriftstellerin
- Goettsche, Hans-Peter (1927–2018), deutscher Bildhauer
- Goettsche, James Edward (1943–2023), US-amerikanischer Organist
- Goetz, Adolf (1863–1932), deutscher Jurist, Politiker und Ministerialbeamter
- Goetz, Adolf (1876–1944), deutscher Schriftsteller und Journalist
- Goetz, Albert Wilhelm Gustav (1821–1898), deutscher Unternehmer und Politiker (NLP), MdR
- Goetz, Arthur (1885–1954), deutscher Maler und Grafiker
- Goetz, Arturo (1944–2014), argentinischer Schauspieler
- Goetz, Bernhard (* 1947), US-amerikanischer Mann, schoss auf vier Afroamerikaner in der New Yorker U-Bahn
- Goetz, Borris (1915–1998), deutscher Maler und Graphiker
- Goetz, Brigitte (* 1958), deutsche Schlagersängerin
- Goetz, Bruno (1885–1954), deutschbaltischer Dichter und Schriftsteller
- Goetz, Carl (1862–1932), österreichischer Schauspieler
- Goetz, Carl (1885–1965), deutscher Bankmanager
- Goetz, Carl Florian (1763–1829), deutscher Architekt, Stadtplaner und nassauischer Baubeamter
- Goetz, Christine (1952–2020), deutsche Kunsthistorikerin
- Goetz, Curt (1888–1960), deutsch-schweizerischer Schriftsteller und SchauspielerCurt Goetz (1888–1960)

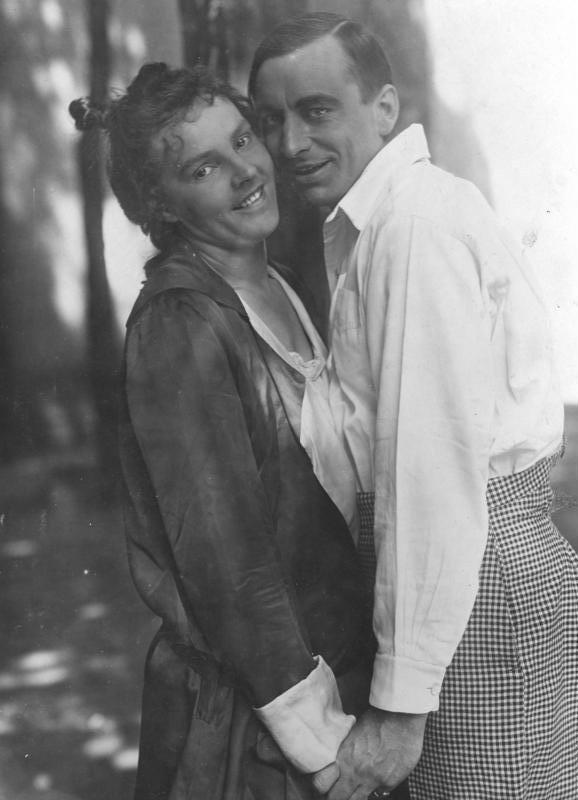
Curt Goetz (1888–1960)

- Goetz, Delia (1896–1996), US-amerikanische Kinderbuchautorin und Übersetzerin
- Goetz, E. Ray (1886–1954), US-amerikanischer Songwriter, Produzent, Drehbuchautor und Schauspieler
- Goetz, Emma (* 2006), luxemburgische Fußballspielerin
- Goetz, Ferdinand (1826–1915), deutscher Mediziner und Politiker (NLP), MdR, Sportfunktionär
- Goetz, Georg (1849–1932), deutscher Klassischer Philologe
- Goetz, George (1892–1968), Generalsekretär der Vereinigung für das Liberale Judentum in Deutschland, Chefredakteur und Prediger
- Goetz, Hans (1883–1944), deutscher Ingenieur und Leiter des Landwirtschaftsamtes im Wehrkreis VII München
- Goetz, Hans-Joachim (* 1944), deutscher Diplomat
- Goetz, Hans-Peter (* 1961), deutscher Politiker (FDP), MdL
- Goetz, Hans-Werner (* 1947), deutscher Historiker
- Goetz, Hermann (1840–1876), deutscher Komponist
- Goetz, Hermann (1898–1976), deutscher Kunsthistoriker und Indologe
- Goetz, Hugo (1884–1972), US-amerikanischer Schwimmer
- Goetz, Ingrid (* 1937), deutsche Architektin und Hochschullehrerin
- Goetz, Ingvild (* 1941), deutsche Kunstsammlerin und Kuratorin
- Goetz, James B. (1936–2019), US-amerikanischer Politiker
- Goetz, Johann George, preußischer Landrat
- Goetz, John (* 1962), US-amerikanischer Journalist und Autor, in Deutschland tätigJohn Goetz (* 1962)

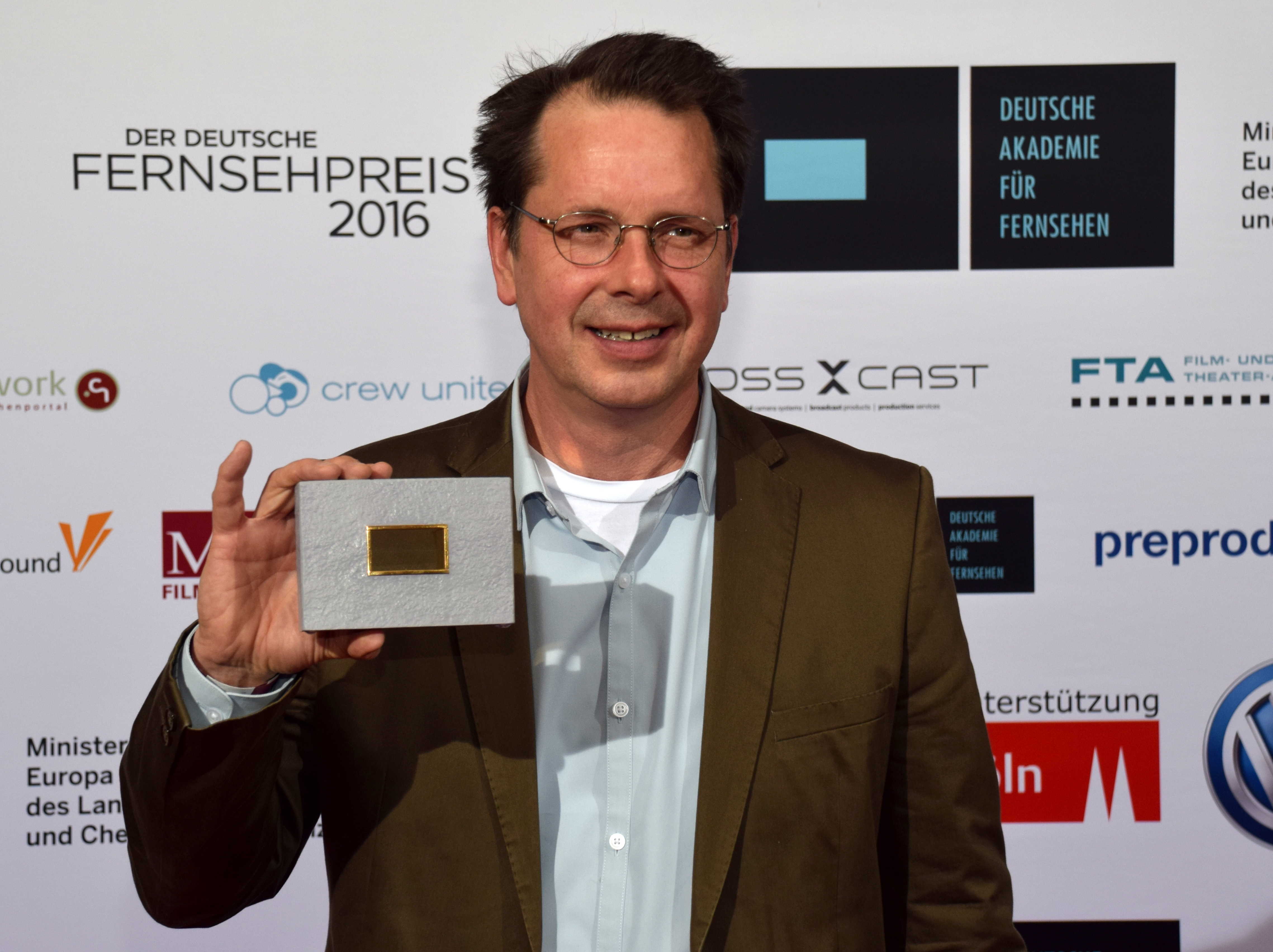
John Goetz (* 1962)

- Goetz, Judith (* 1983), österreichische Literatur- und Politikwissenschaftlerin
- Goetz, Karl (1875–1950), deutscher Medailleur
- Goetz, Karl Gerold (1865–1944), Schweizer evangelischer Geistlicher und Hochschullehrer
- Goetz, Kimi (* 1994), US-amerikanische Eisschnellläuferin und Speedskaterin
- Goetz, Klaus H. (* 1961), deutscher Politikwissenschaftler und Hochschullehrer
- Goetz, Leopold Karl (1868–1931), deutscher altkatholischer Theologe und Slawist
- Goetz, Lorenz (1810–1894), Theologe und Politiker
- Goetz, Margarete (1869–1952), Zürcher Kinderbuchillustratorin und Zeichnerin
- Goetz, Mike (* 1956), Schweizer Jazzmusiker (Pianist, Arrangeur, Komponist) und Produzent
- Goetz, Oswald (1896–1960), deutschamerikanischer Kunsthistoriker
- Goetz, Rainald (* 1954), deutscher SchriftstellerRainald Goetz (* 1954)

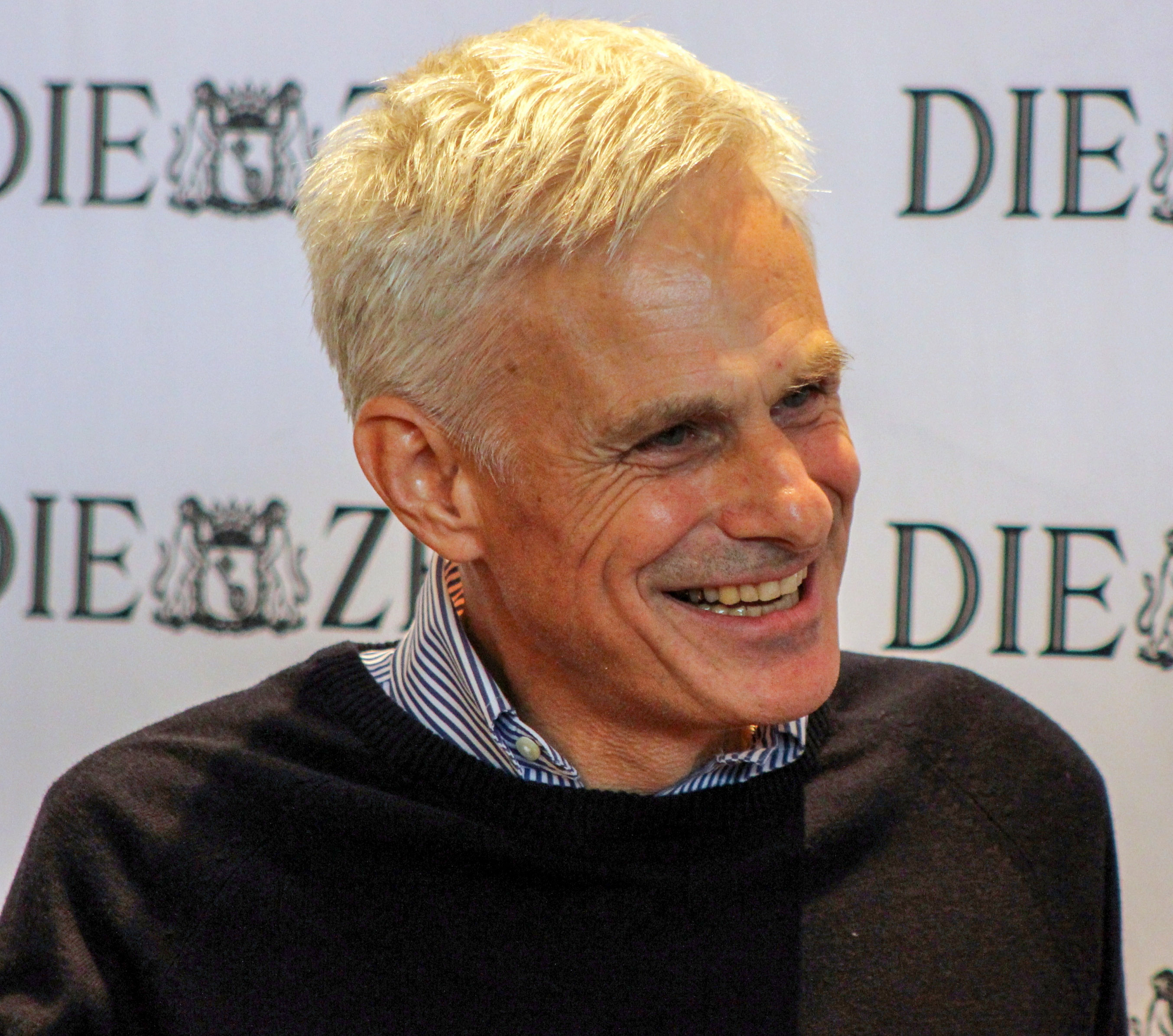
Rainald Goetz (* 1954)

- Goetz, Robert Hans (1910–2000), deutscher Mediziner, Physiologe und Chirurg
- Goetz, Rolf (* 1950), deutscher Reiseschriftsteller
- Goetz, Ruth (1880–1965), deutsche Drehbuchautorin, Journalistin und Schriftstellerin
- Goetz, Ruth (1912–2001), amerikanische Drehbuchautorin und Dramatikerin
- Goetz, Sandrine (* 1999), Schweizer Unihockeyspielerin
- Goetz, Sina (* 1999), Schweizer Eiskletterin
- Goetz, Theodor (1806–1885), deutscher Architekt
- Goetz, Theodor Maximilian Georg (1779–1853), deutscher Maler, Zeichner und Kupferstecher
- Goetz, Turid (* 1967), deutsche Badmintonspielerin
- Goetz, Walter (1867–1958), deutscher Historiker, Publizist und Politiker (DDP), MdR
- Goetz, William (1903–1969), US-amerikanischer Filmproduzent und Kunstsammler
- Goetz, Wolfgang (1885–1955), deutscher Schriftsteller
- Goetz-Pflug, Curt (1919–1967), deutscher Regisseur und Drehbuchautor
- Goetz-Weimer, Christiane (* 1962), deutsche Verlegerin und PublizistinChristiane Goetz-Weimer (* 1962)

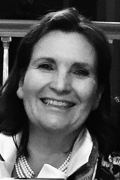
Christiane Goetz-Weimer (* 1962)

- Goetzberger, Adolf (1928–2023), deutscher Physiker
- Goetze, Adolf (1792–1868), deutscher evangelisch-lutherischer Theologe und Pastor
- Goetze, Adolf (1837–1920), deutscher Verwaltungsjurist
- Goetze, Adolf von (1800–1897), preußischer Generalmajor
- Goetze, Adolph von (1610–1684), kurbrandenburger Generalleutnant der Infanterie und zuletzt Gouverneur von Berlin
- Goetze, Alfred (1880–1960), deutscher evangelischer Theologe
- Goetze, Alvar (* 2000), deutscher Schauspieler
- Goetze, Anna (1869–1943), deutsche Schriftstellerin und Kunstkritikerin
- Goetze, Christopher (1939–1977), US-amerikanischer Geophysiker
- Goetze, Clemens von (* 1962), deutscher DiplomatClemens von Goetze (* 1962)

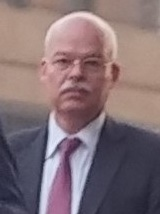
Clemens von Goetze (* 1962)

- Goetze, Dieter (1942–2014), deutscher Soziologe
- Goetze, Dieter von (* 1929), deutscher Jazzbassist und Toningenieur
- Goetze, Eberhard von (1893–1977), deutscher Konteradmiral der Kriegsmarine
- Goetze, Edmund (1843–1920), deutscher Lehrer und Autor
- Goetze, Emil (1856–1901), deutscher Opernsänger (Tenor)
- Goetze, Ernst Ludwig von (1697–1745), preußischer Generalmajor
- Goetze, Ferdinand von (1794–1863), preußischer Generalleutnant
- Goetze, Friedemann (1871–1946), deutscher Offizier und SS-Brigadeführer
- Goetze, Friedrich (1856–1924), deutscher Maschinenschlosser und Lokomotivführer
- Goetze, Hans-Friedemann (1897–1940), deutscher Offizier und SS-Standartenführer
- Goetze, Hans-Joachim (* 1955), deutscher Pflegewissenschaftler
- Goetze, Heike M. (* 1978), deutsche Theaterregisseurin
- Goetze, Helga (1922–2008), deutsche Künstlerin, Schriftstellerin und politische Aktivistin
- Goetze, Henning von († 1634), kurbrandenburgischer Oberst, Regimentschef und Festungskommandant
- Goetze, Jochen (1937–2022), deutscher Historiker
- Goetze, Johann Christoph von (1637–1703), preußischer Generalleutnant, Gouverneur der Festungen Küstrin, Driesen und Oderberg
- Goetze, Karl Ludwig Bogislav von (1743–1806), preußischer Generalleutnant, Chef des Infanterie-Regiments Nr. 19, Erbherr auf Wendemark, Kr. Osterburg
- Goetze, Marie (1865–1922), deutsche Opernsängerin (Alt)
- Goetze, Martin (* 1957), deutscher Radrennfahrer
- Goetze, Michael (* 1948), deutscher Comiczeichner
- Goetze, Nikolaus (* 1958), deutscher Architekt
- Goetze, Otto (1832–1894), deutscher Architekt
- Goetze, Otto (1886–1955), deutscher Chirurg und Hochschullehrer
- Goetze, Peter von (1793–1881), deutsch-baltischer Historiker und Übersetzer
- Goetze, Rayk (* 1964), deutscher Maler
- Goetze, Robert Friedrich (* 1881), deutscher Architekt und Baubeamter
- Goetze, Robert von (1829–1904), preußischer General der Infanterie
- Goetze, Ursula (1916–1943), deutsche Widerstandskämpferin gegen den NationalsozialismusUrsula Goetze (1916–1943)

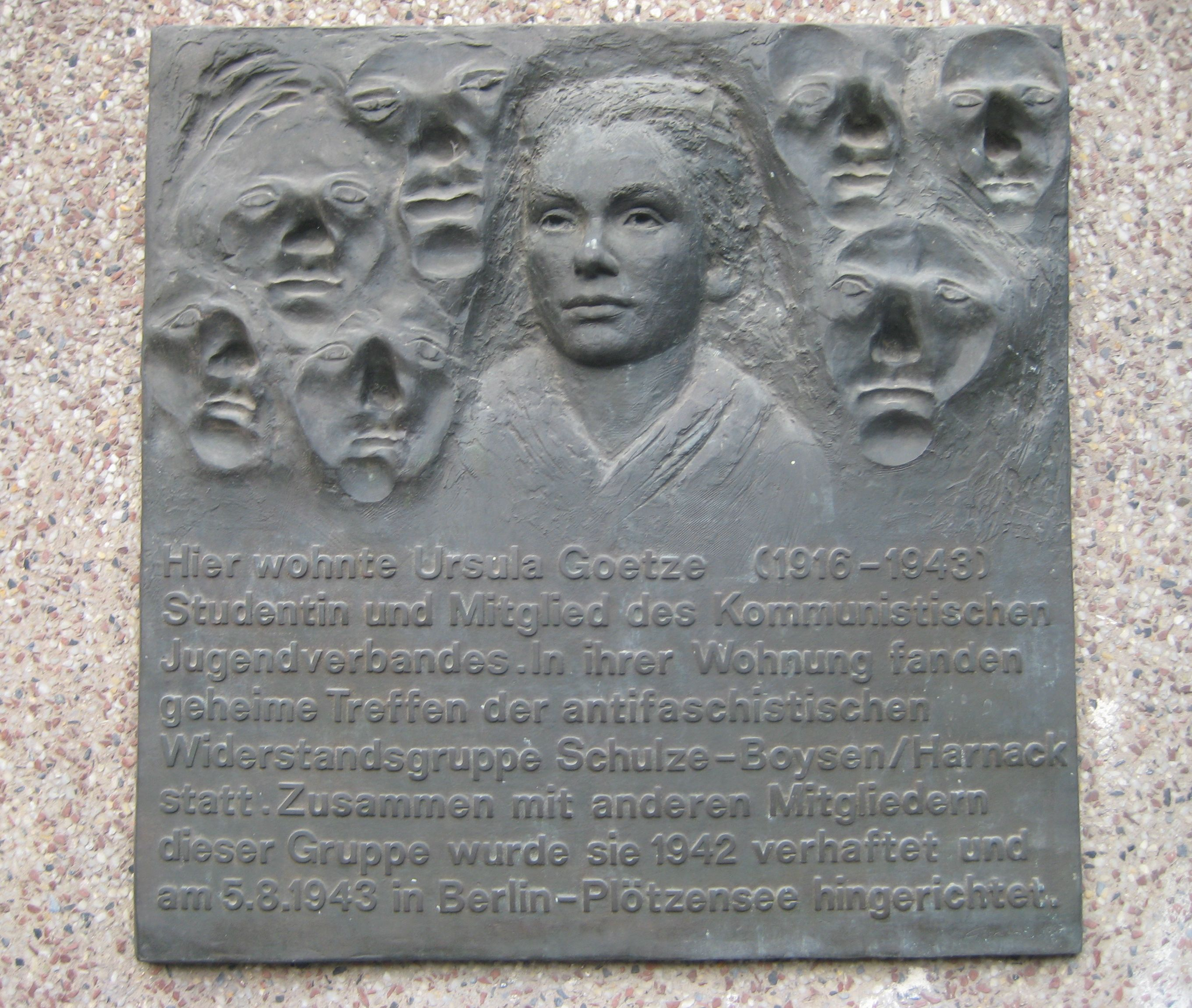
Ursula Goetze (1916–1943)

- Goetze, Uwe (1961–2025), deutscher Politiker (CDU), MdA
- Goetze, Volker (* 1972), deutscher Musiker, Komponist und Filmemacher
- Goetze, Walter Wilhelm (1883–1961), deutscher Operetten-Komponist
- Goetze, Walther von (1864–1945), preußischer Generalmajor
- Goetze, Wilhelm († 1830), deutscher Arzt
- Goetze, Wilhelm (1873–1954), deutscher Konteradmiral der Kaiserlichen Marine
- Goetzel, Sascha (* 1970), österreichischer Dirigent
- Goetzel-Leviathan, Sophie (1911–1994), israelische Autorin
- Goetzeler, Martin (* 1962), deutscher Manager
- Goetzen, Hedwig von (1893–1976), deutsche Ärztin
- Goetzen, Karl Ludwig von (1733–1789), preußischer Generalmajor, Chef des Dragonerregiments Nr. 4
- Goetzendorff, Günter (1917–2000), deutscher Politiker (WAV, NRP), MdB
- Goetzinger, Annie (1951–2017), französische Comiczeichnerin
- Goetzke, Bernd (* 1951), deutscher Pianist
- Goetzke, Bernhard (1884–1964), deutscher SchauspielerBernhard Goetzke (1884–1964)

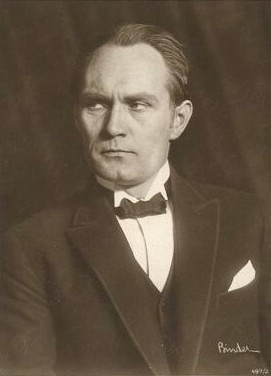
Bernhard Goetzke (1884–1964)

- Goetzke, Otto (1877–1946), deutscher Radrennfahrer
- Goetzke, Till-Vincent (* 1989), deutscher Boulespieler
- Goetzl, Johann Joseph, deutscher Bildhauer und Maler
- Goetzl, Oliver (* 1968), deutscher Tierfilmer und Musiker
- Goetzman, Gary (* 1952), US-amerikanischer Filmproduzent und Schauspieler
- Goetzoff, Paul (1897–1960), israelischer Chasan und Lehrer

### Goeu
- Goeudevert, Daniel (* 1942), französischer Autoverkäufer, Manager und UnternehmensberaterDaniel Goeudevert (* 1942)

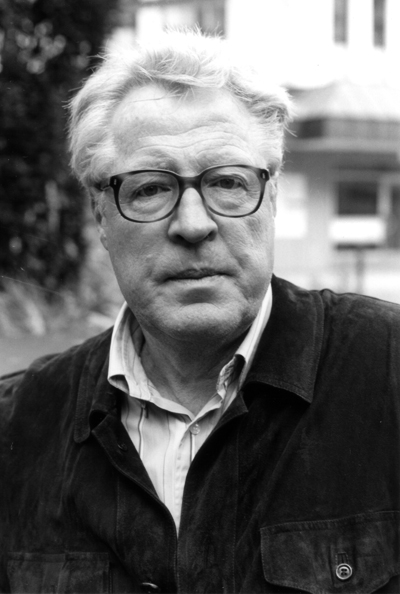
Daniel Goeudevert (* 1942)

### Goey
- Goey, Ed de (* 1966), niederländischer Fußballtorhüter
- Goey, Marijke de (* 1947), niederländische Malerin
- Goeyvaerts, Karel (1923–1993), belgischer Komponist

### Goez
- Goez, Elke (* 1963), deutsche Historikerin
- Goez, Johann Adam (1755–1840), deutscher Lehrer, Gymnasialdirektor und Altphilologe
- Goez, Werner (1929–2003), deutscher Historiker
- Goez, Wilhelm Friedrich (1737–1803), deutscher evangelischer Kirchenrats-Baumeister in Ludwigsburg
- Goeze, Helmut (1900–1996), deutschamerikanischer Filmschauspieler
- Goeze, Johann August Ephraim (1731–1793), deutscher Pastor und Zoologe
- Goeze, Johann Melchior (1717–1786), protestantischer Theologe
- Goeze, Zacharias (1662–1729), deutscher Lehrer und Autor